# Дупниця
Ду́пниця (болг. Дупница) — місто в Кюстендильській області Болгарії. Адміністративний центр общини Дупниця. Місто лежить за 40 км на схід від міста Кюстендил і друге за величиною після нього. За даними перепису населення у 2011 році в Дупниці налічувалося 38 519 жителів, на даний час за адресою постійного проживання зареєстровані 42 104 особи.

## Населення
За даними перепису населення 2011 року в місті проживали 33 519 осіб.
Національний склад населення міста:
| Національність   | Кількість осіб | Відсоток |
| ---------------- | -------------- | -------- |
| болгари          | 29099          | 92,0 %   |
| цигани           | 2333           | 7,4 %    |
| турки            | 14             | < 0,1 %  |
| інша             | 88             | 0,3 %    |
| не визначились   | 106            | 0,3 %    |
| Всього відповіли | 31640          |          |

Розподіл населення за віком у 2011 році:
Динаміка населення:

## Назви

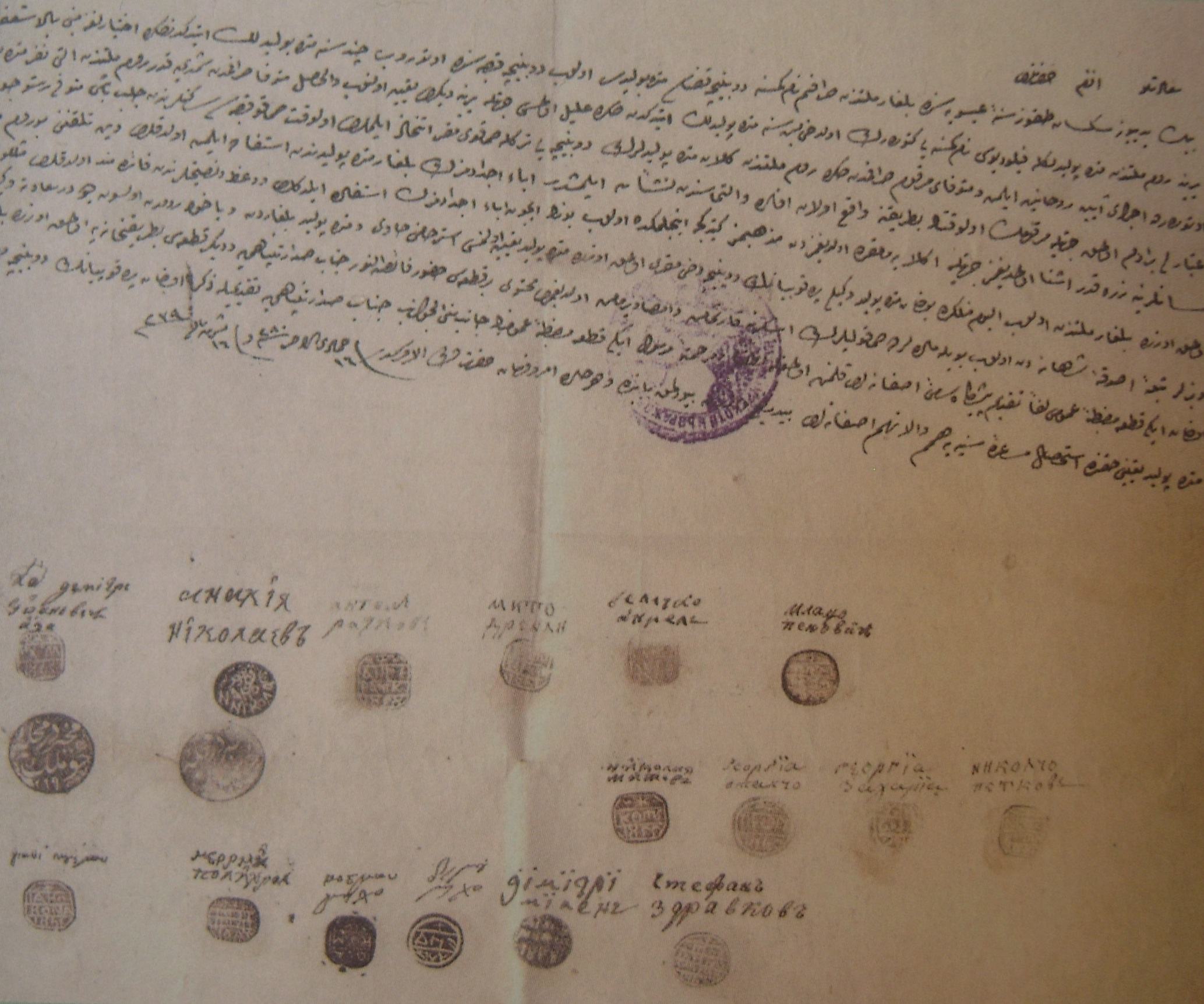
Лист від мешканців Дупниці 1863 р., які подали скаргу грецькому митрополиту і просили назначення болгарського Прокопія Мелницького

Найперша відома згадка про місто є фрагмент докладного муфасальського регістра каз і вотчин Софії від 1451 року, у якому згадуються місцеві жителі, один з них Радой із села Дупниджѐ. У дорожній книзі німецького лицаря Арнольда фон Харфа, що слідував через місто Тобіницю в 1499 році, знов згадується це село. У різних джерелах знайдені варіанти Дупла, Дипница, Дупница.

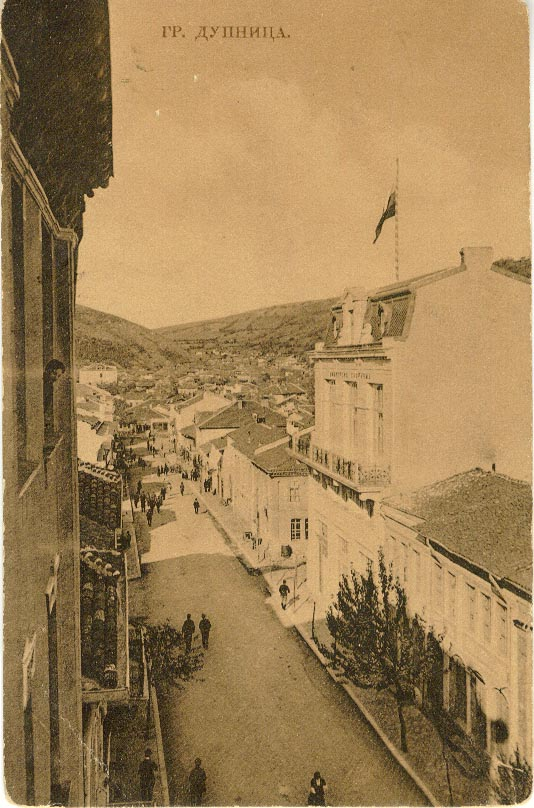
Центр Дупниці, 1935

Назва міста в 1565 р. згадується знову як Дупниця, а лондонське євангеліє 1578 р. описує назву як Дупениця. У 1634 році назву міста було зареєстровано як Дупнеца. Очевидно, що це різні варіанти написання, які близькі до середньої варіації, а заяви Арнольда фон Харфа можуть давати неточні транслітерації. За словами академіка Йордана Іванова, назва походить від старого болгарського слова «дѹпьнъ» — «дуплистий, видовбаний»
У 1948 році нова комуністична влада перейменувала місто на Станке Димитров, на честь місцевого комуністичного функціонера підпілля Станке Димитрова. Місто знову перейменували на Марек в 1949 році. Ця назва збереглася до 1950 року, потім місту знову повернули назву Станке Димитров, яка залишалася 40 років. Давню назву Дупниця повернули в 1990 році.

## Географія
Місто Дупниця розташоване в північно-західних передгір'ях гір Рила, на схід від Конявської гори і на південь від Верили. Адміністративний центр знаходиться в муніципалітеті Дупниця. У 1990-х рр. общини Сапарева-Баня, Рила, Кочериново, Бобошево і Бобов-Дол відділилися від общини Дупниця стали новими муніципалітетами. До них належать Рильський монастир, Паничиште, Сім Рильських озер. «Гейзера» (Сапарева Баня) — найтепліша в Європі, і там багато курганів. У місті протікають річки Джерман, Бистриця, Отовиця — річка Саморанська і Джубрена, а місто розташоване в долині річки Джерман.
Тут проходить лінія транспортного коридору 4, європейської дороги E79, дорога другого класу 62 і залізнична лінія, що з'єднує у і Стамбул з Софією і Бухарестом, Тираном і Скоп'є, а також з різними болгарськими і світовими напрямками. Дупница лежить поблизу кордону з Македонією — за 50 км, Сербія — 65 км, Греція — 115 км, Косово — 150 км, Румунія — 260 км (через міст Нова Європа) і до Туреччини — 325 км. Дупница лежить приблизно за 50 км від столиці Болгарії Софії, за 28 км від Благоєвграда, 35 км від Кюстендила, Самокова і Перника, приблизно за 170 км від другого за величиною болгарського міста — Пловдива, приблизно на такій же відстані від столиці Північної Македонії — Скоп'є і приблизно в 235 км від другого за величиною грецького міста Салоніки. Поруч розташовані зимові курорти Паничиште (20 км), Боровець (45 км) і Бансько (90 км).

### Рельєф

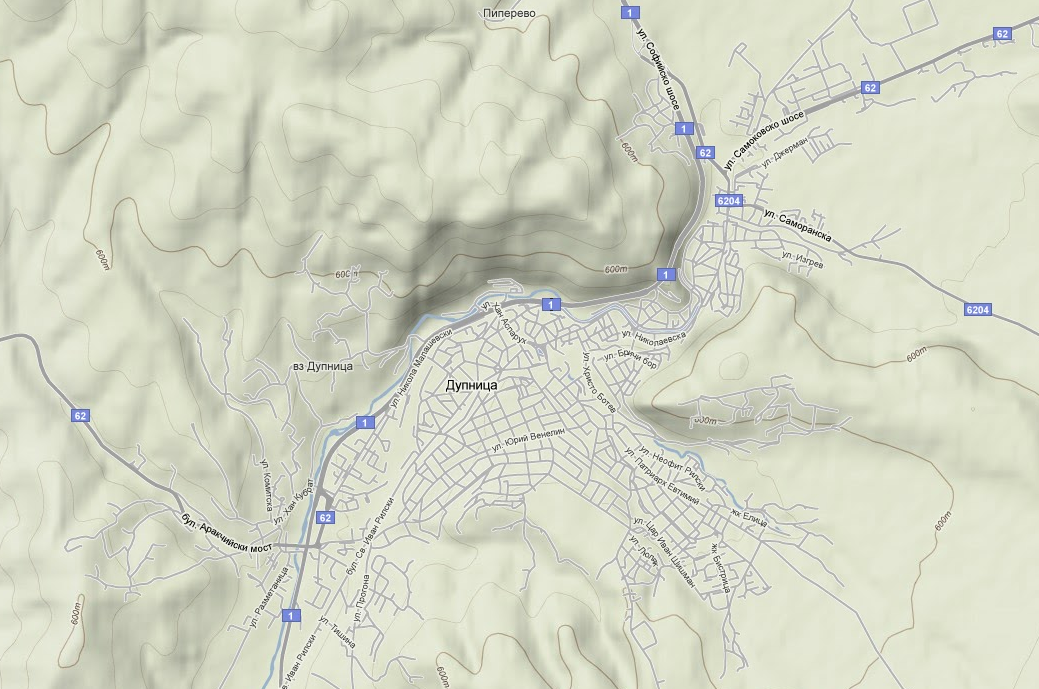
Рельєфна карта Дупниці

Місто розташоване в перехідній частині між Верхньою Дупницькою долиною та Нижньою Дупницькою долиною. Середня висота близько 530—540 м над рівнем моря (946,3 м від загальної висоти). Рельєф є від котловинного до низькогористого. Котловинні грабени оточені схилами середньовисоких гір, з відкритістю на південь вздовж розширення ріки Джерман по Нижній Дупницькій долині.
В тектонічному відношенні Дупницька область — це грабен, заповнена палеогеновими, пліоценовими і четвертинними відкладами. Скельна основа гірських порід міста характеризується високо кристалічними гнейсами та амфіболітами палеозойського віку. Обвали і зсуви відбуваються в основному на схилах долини річки Джерман. Територія розташована в сейсмічних зонах VII, VIII і IX ступенів (відповідно до сейсмічного поділу Болгарії з 1997 р.)

### Клімат
Клімат Дупниці помірно-континентальний з деяким середземноморським впливом через відкритість з півдня долин річок Джерман і Струма. За даними метеостанції в місті за період 1931—1970 рр. середньорічна температура становить 10,6 °С. Найбільш холодний місяць — січень, в середньому близько −1 °C, а найтепліший липень — 21,0 °C.
Взимку відносно холодно. Опади взимку найменші за обсягом та інтенсивністю — 134 л/м 2, але найбільш часто трапляються. Сніг зазвичай триває з кінця листопада по середину або кінець березня, з можливою середньою тривалістю близько 100 днів. Середня фактична кількість днів зі сніговим покривом становить 35—40 днів на рік. Сніговий покрив рідко перевищує пів метра. Холодний північно-східний вітер характерний для зими, проявляється при певному типі погодних умов. При нагріванні поверхні фен виникає в відповідних умовах. Тумани є найбільш поширеними і найбільш тривалими в грудні. Утворюються типові теплові інверсії. У порівнянні з Кюстендильською долиною, тумани слабші та з меншою тривалістю. Останнє пояснюється більшою відкритістю з півдня і постійним виснажливим вітром. Абсолютний мінімум в Дупниці вимірюється в стані високотемпературної інверсії і становить −30,0 °С, один з найнижчих у Кюстендильській області.
Весна прохолодна, з частими грозами, що супроводжуються громом. Середня сума опадів навесні становить 167 л/м 2. Річки повноводні через танення снігу. Сукупна сонячна радіація зростає, тумани зменшуються, інверсії слабкі. Останній сніг випадає у березні або квітні, а у квітні сніговий покрив утворюється рідше й не відбувається щороку.
Літо відносно тепле, спека невелика. Зазвичай на початку дощове, з сильними грозовими штормами. Іноді літо дуже дощове, а кількість опадів досягає великих обсягів. Гради в самому місті відносно рідкісні (спостереження, пов'язані з кліматом в минулому), але в останні десятиліття це явище часто спостерігається. Літо є найбільш вологим сезоном, при загальній кількості опадів 171 л/м2. Найвища температура, виміряна в Дупниці за період 1921—1970, становить 39,3 °С. У 1916 р. до зазначеного періоду зареєстровано 40,0 °С. Передбачається, що в найспекотніший 2007 рік (температура була в межах 40,0—41,0 °С) для метеорологічних вимірювань трапився вперше з початку 21 століття.
Осінь тепліша, ніж весна. Характеризується першими заморозками у вересні-жовтні. Опади тривалі, іноді літнього характеру і бурхливі. Часто вересень виглядає як майже літній місяць, а жовтень або листопад — майже зимними. Майже щороку в листопаді падає перший сніг. Загальна кількість опадів становить 155 л /м 2.
Цілком обґрунтовано можна стверджувати, що теперішнє розташування міста на узбережжі річки Джерман не було таким завжди. Наявність фортеці та вежі в місцевості «Кулата» (тепер називається «Хрест») підказує шукати старе місце навколо цієї фортеці.

## Історія

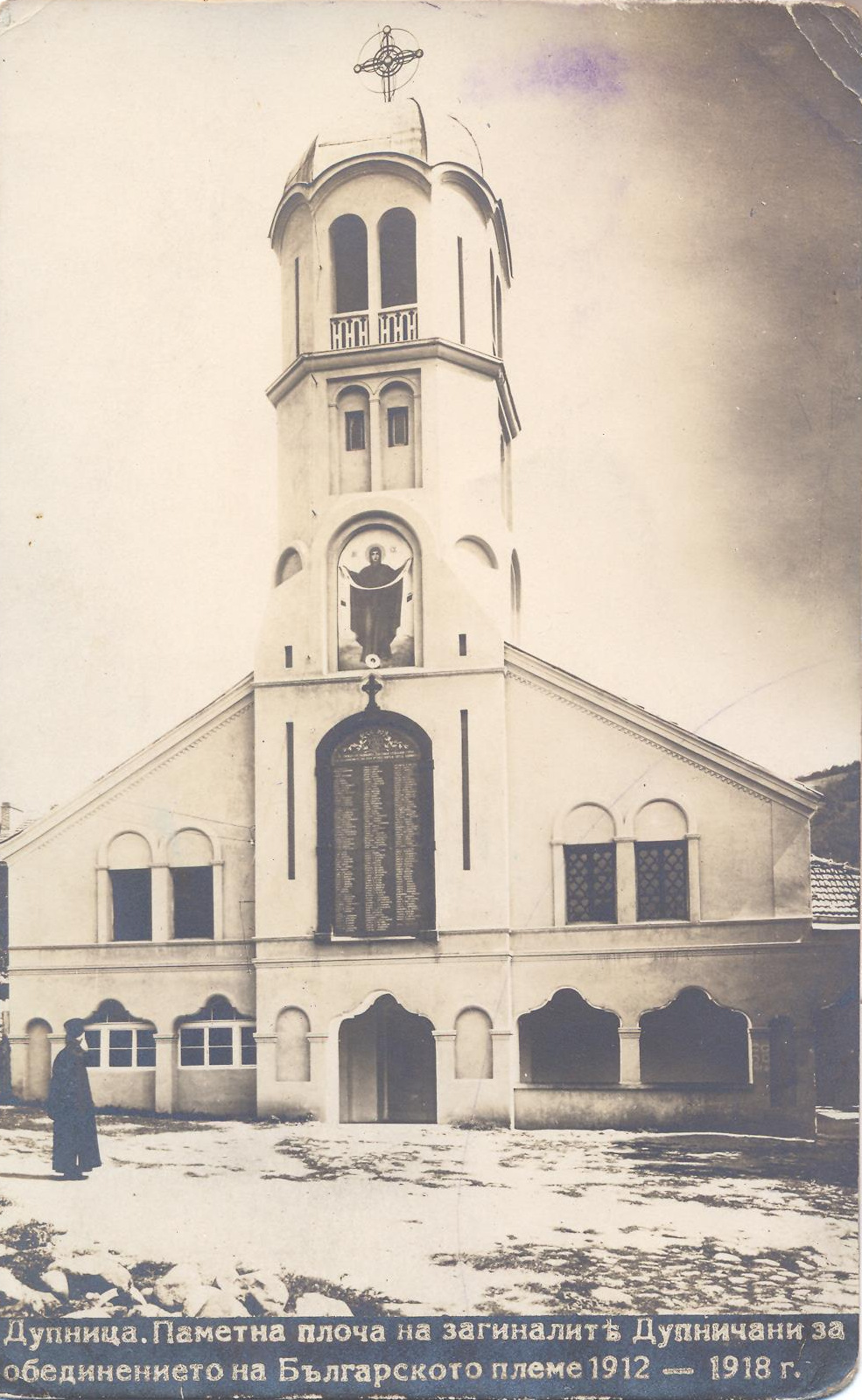
Церква «Покров Богородиці» у Дупниці до 1943 року

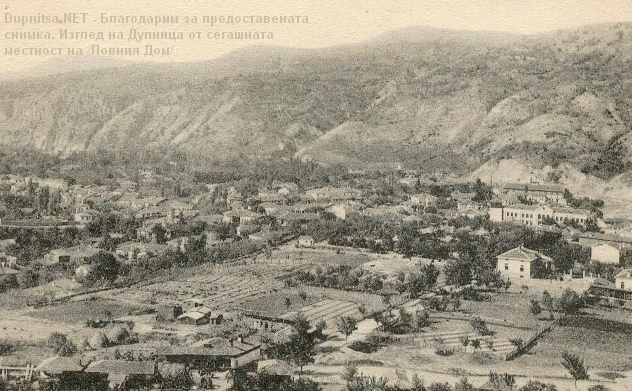
Панорамна фотографія початку 20-го століття

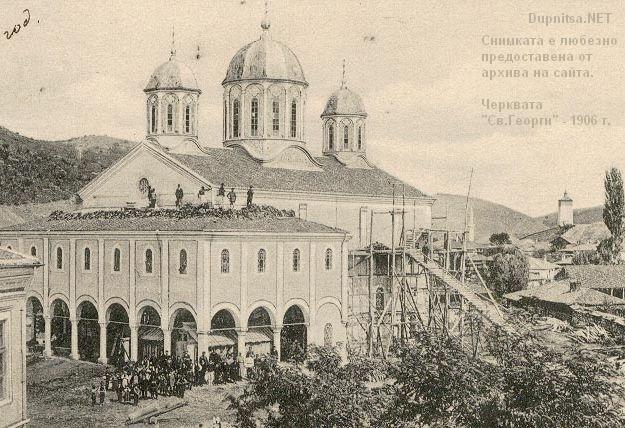
Церква «Св. Георгій», 1906

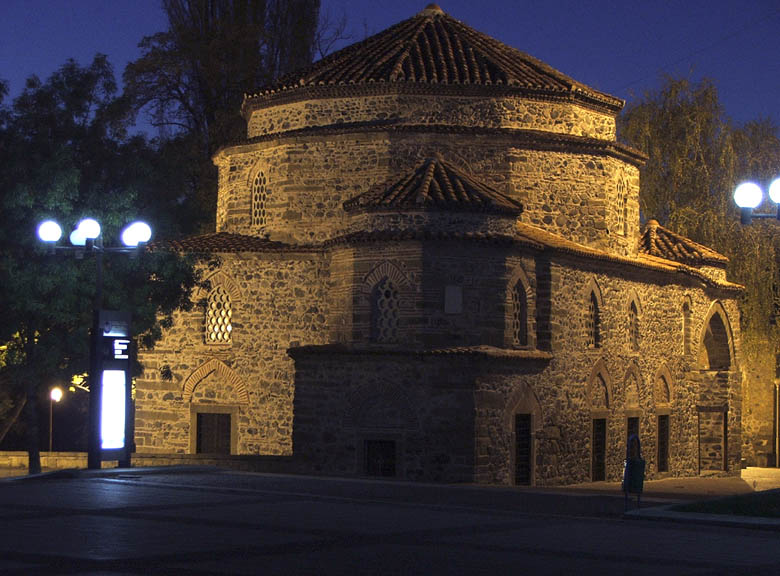
Галерея в Дупниці, колишня мечеть, побудована на фундаменті православного храму

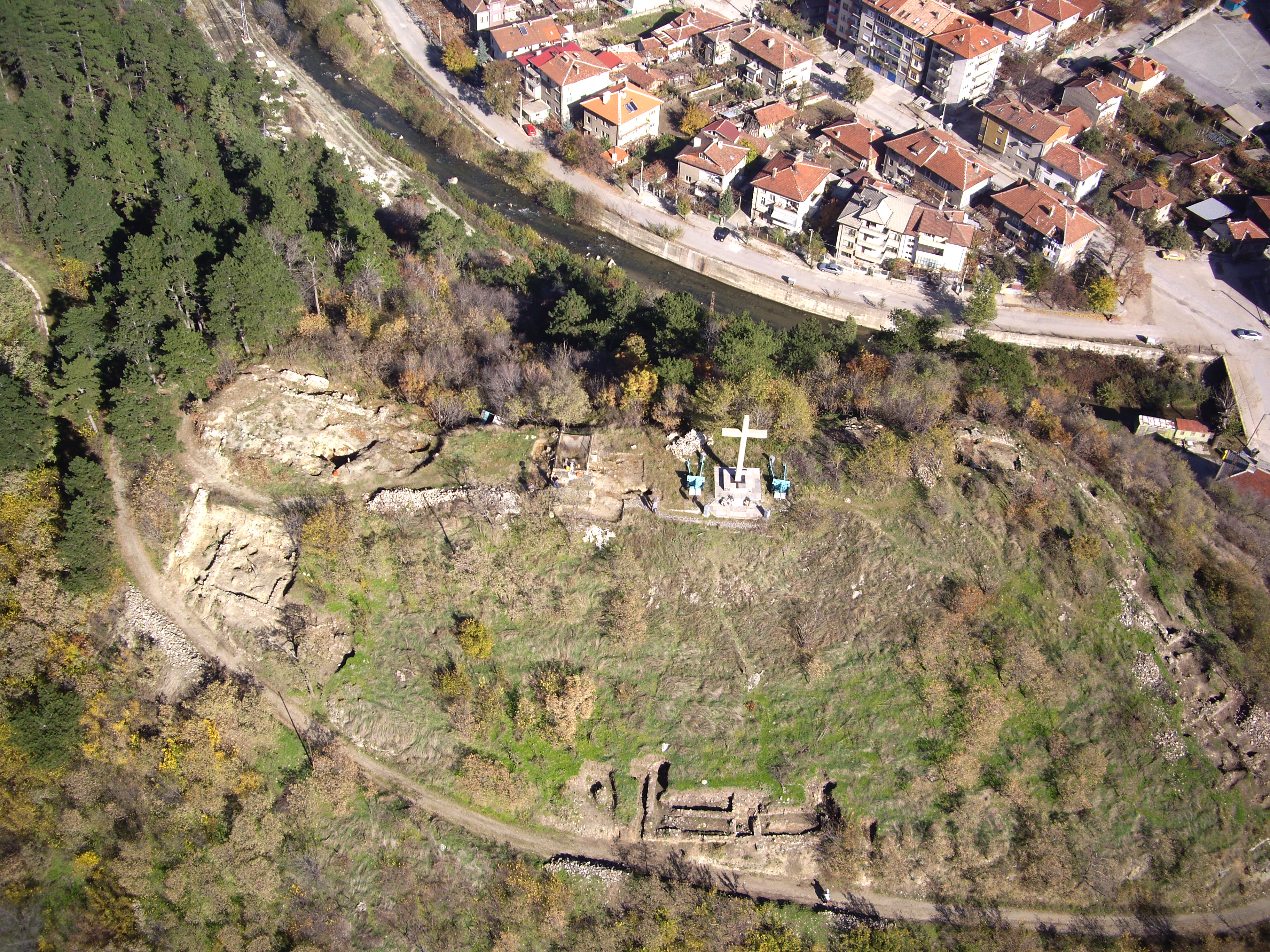
Фортеця «Купата»

Поряд було фракійське місто Болбабрія, згідно з написом, знайденим у місцевості Царичина (Dιὶ Ζβελσουρδῳ τῷ κυρίῳ Βολβαβριηνοι κωμῆται ανεθηκαν, «Господарем Звелсурдом болбабрити посвячені»), і, можливо, село Секіне, згідно з написом в околиці «секіненос». Тут були розташовані середньовічні церкви, сліди фракійської культури, некрополі (кургани), стара башта з годинником, залишки римської гробниці і середньовічна фортеця.
Поселення на території Дупниці належать до пізнього кам'яного віку та античності. В околицях міста знаходиться фракійське місто Германея. Македонці, а пізніше і римляни, завойовували регіон, поблизу Германеї проходить важлива торговельно-військова стародавня Римська дорога Via Militaris.
Археологічні дослідження показують, що ранньовізантійська фортеця V—VI століття була побудована навколо сучасного положення міського саду і годинникової вежі, і вона існувала до 12-го століття, згідно з переказами, пізніше збудували Дупницьку фортецю, зруйновану турецьким генералом Лалою Шахіним. У минулому був міст, який починався від фортеці Дракон (в місцевості «Хрест») і закінчувався на іншій стороні річки Джерман в горах (біля мисливського будинку). Місцевість «Разметаниця» знаходиться поблизу Дупниці, де, за словами Івана Скіліці і сучасних дослідників, цар Самуїл вбив свого брата Арона.
У середні століття Дупница входила до складу першого і другого болгарського царства, Візантії і до сербського царства Душанів. Після падіння деспотії Велбижда Дупниця приєдналася до Османської імперії. Вона була важливою зупинкою по дорозі з Константинополя в Західну Європу й тому багато мандрівників описують місто між 14 і 18 століттями. Поруч знаходиться духовний монастир Рильського монастиря, який стає тоді великим культурним центром південно-західних болгарських земель. За свідченнями американського місіонера, який відвідав місто в 1859 році, воно має 10 000 жителів, 6 000 болгар. Решта — турки з євреями.
Після Визволення Болгарії в 1878 р. і наступним Берлінським конгресом у 1879 р. Дупниця потрапила до кордонів Болгарського князівства. Багато македонських біженців зосередилися у місті, а Гоце-Делчев створює пункт пропуску ВМОРО. У 1902 році 600 жінок і дітей втікають до міста з Македонії після нападу турецької армії.
На початку 20-го століття місто було відоме своєю багаторічною підтримкою Прогресивною ліберальною партією.
У 1904 році в місті було створено штаб-квартиру Сьомої Рильської дивізії, побудовано одну з найстаріших військових госпіталів в Болгарії. На початку Балканської війни у 1912 році вісімдесят людей з міста були добровольцями в Македоно-одрінському корпусі, а Дупницька дивізія була названа Сьомою піхотною дивізією. Після закінчення Першої світової війни вибори на посаду мера Дупниці виграв Коста Петров. Створено Дупницьку комуну, яка існувала 842 дні, побудовано тимчасове житло для біженців з Македонії, було продано 150 земельних ділянок під житло для бідних сімей з муніципального фонду, пансіонат для годування дітей загиблих батьків на Балканах у Першу світову війну, були проведені електрифікаційні заходи для міста. 21 лютого 1923 року мера вбив Харалампій Златанов, член ВМРО. У міській владі відбулася криза, а до перевороту дев'ятнадцятого травня 1934 року місто переважно керується призначеною тимчасовою управлінською радою. Тоді Дупниця стала центром тютюнового виробництва та гірництва в регіоні. У 1935 році в Дупниці було відкрито перший вищий навчальний заклад — інститут вчителів молодших шкіл за всіма спеціальностями, ініційований генералом Тодором Радевим. Під час Другої світової війни понад 4 тис. євреїв з окупованих грецьких і югославських територій були відправлені в концтабір в Дупниці в березні 1943 р., який через 10 днів був перенесений в Лом. Дупниця стає ціллю бомбардування союзників. 4 січня 1944 року 108 американських В-17 повинні були бомбити Софію, але через густий туман вони були перенаправлені. 40 бомбардувальників скинули на Дупницю 150 бомб. Були зруйновані 40 будинків. У 1952 р. за ініціативою акад. Тодора Самодумова був відкритий сирітський притулок.

## Політика
Місто відоме як «Синя фортеця». У новітній історії Болгарії Дупниця відома як «місто барикад» — вираз народного незадоволення керівництвом Жана Віденова.
До місцевих виборів у жовтні 2007 року мером Дупниці був Перван Дангов (БСП), за ним — незалежний Атанас Янев. У жовтні 2011 року був обраний Методи Чимев (ГЕРБ).
1 листопада 2015 року після другого туру Методі Чимов (ГЕРБ) переобраний мером муніципалітету Дупница.

## Державні установи
У місті багато державних громадських установ: адміністрація муніципалітету Дупниці, районний суд, відділення поліції, лікарні, пожежні станції, школи, банки тощо.

### Школи
Початкові школи :

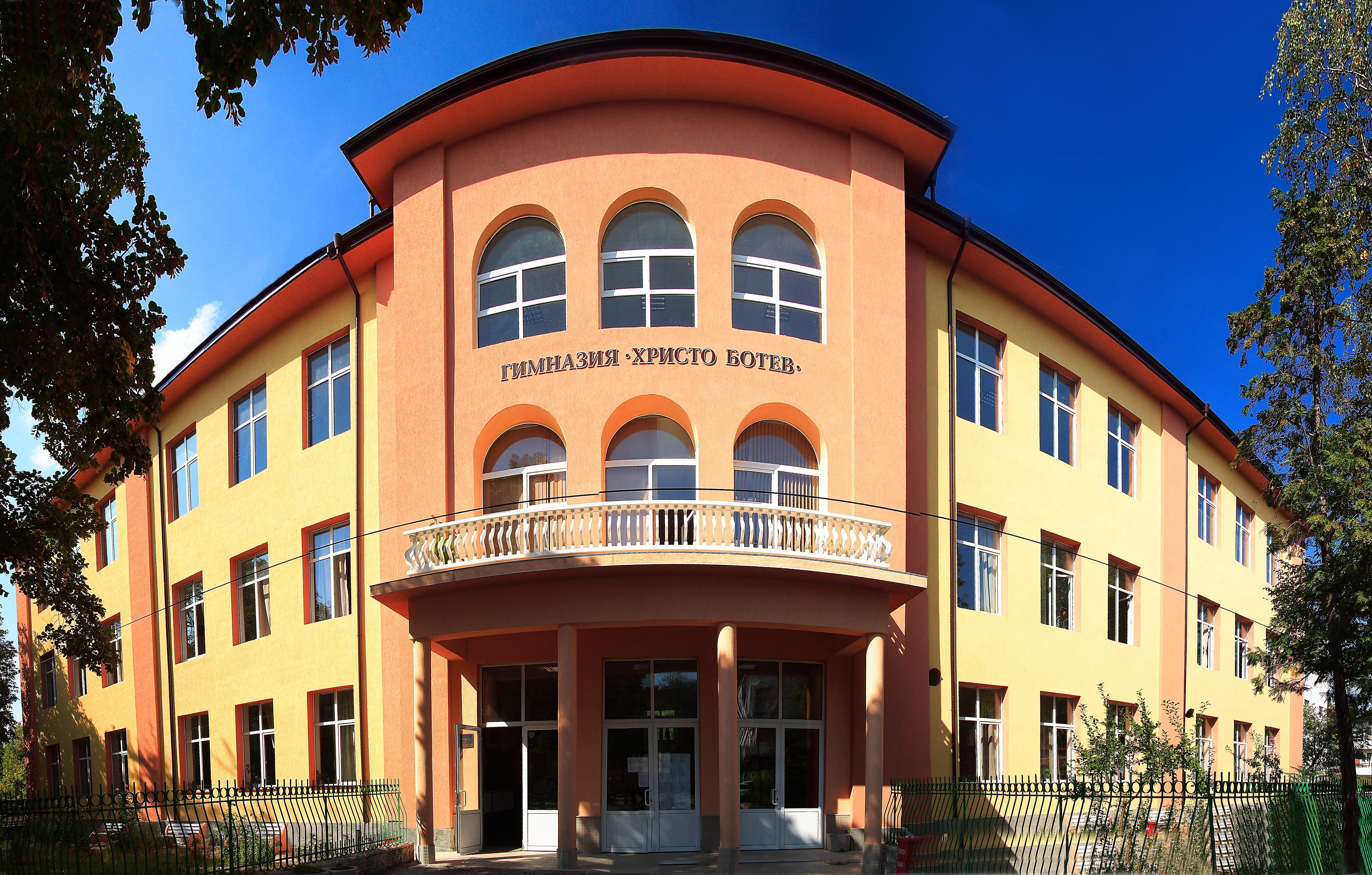
Дупницька гімназія «Христо Ботев»

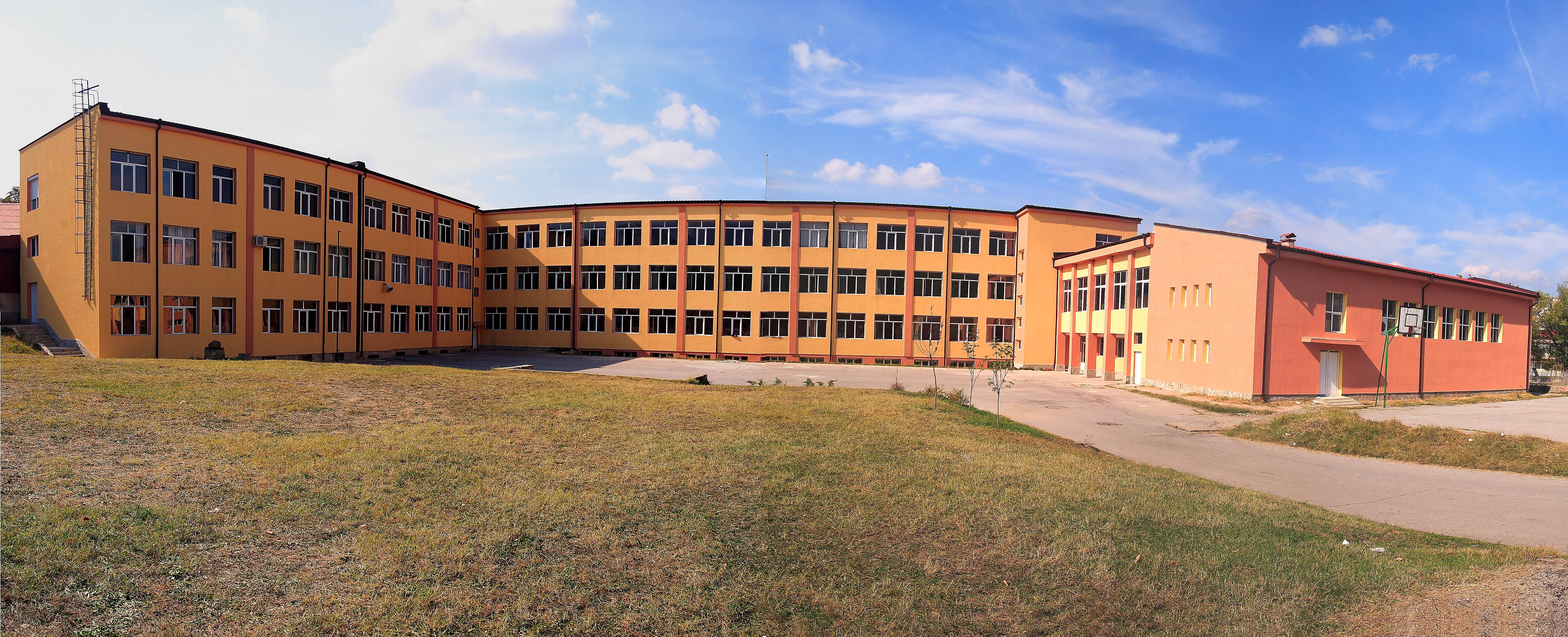
Початкова школа «Неофіт Рільський»

- Початкова школа «Св. Климент Охридський»
- Початкова школа «Євлогій Георгієв»
- Початкова школа «Неофіт Рильський», заснована в 1897 році
- Початкова школа «Св. Кирила і Мефодія»
- Початкова школа «Христакі Павлович»
- Початкова школа «Паїсій Хилендарський»

Загальноосвітні школи :
- «Св. Паїсій Хилендарський»

Гімназії:
- Гімназія «Христо Ботев»
- Професійна гімназія автотранспорту
- Професійна гімназія машинобудування
- Професійна гімназія харчових і хімічних технологій
- Професійна гімназія одягу та управління бізнесом
- Професійна гімназія «Акад. Сергій П. Корольов»

Вищі школи :

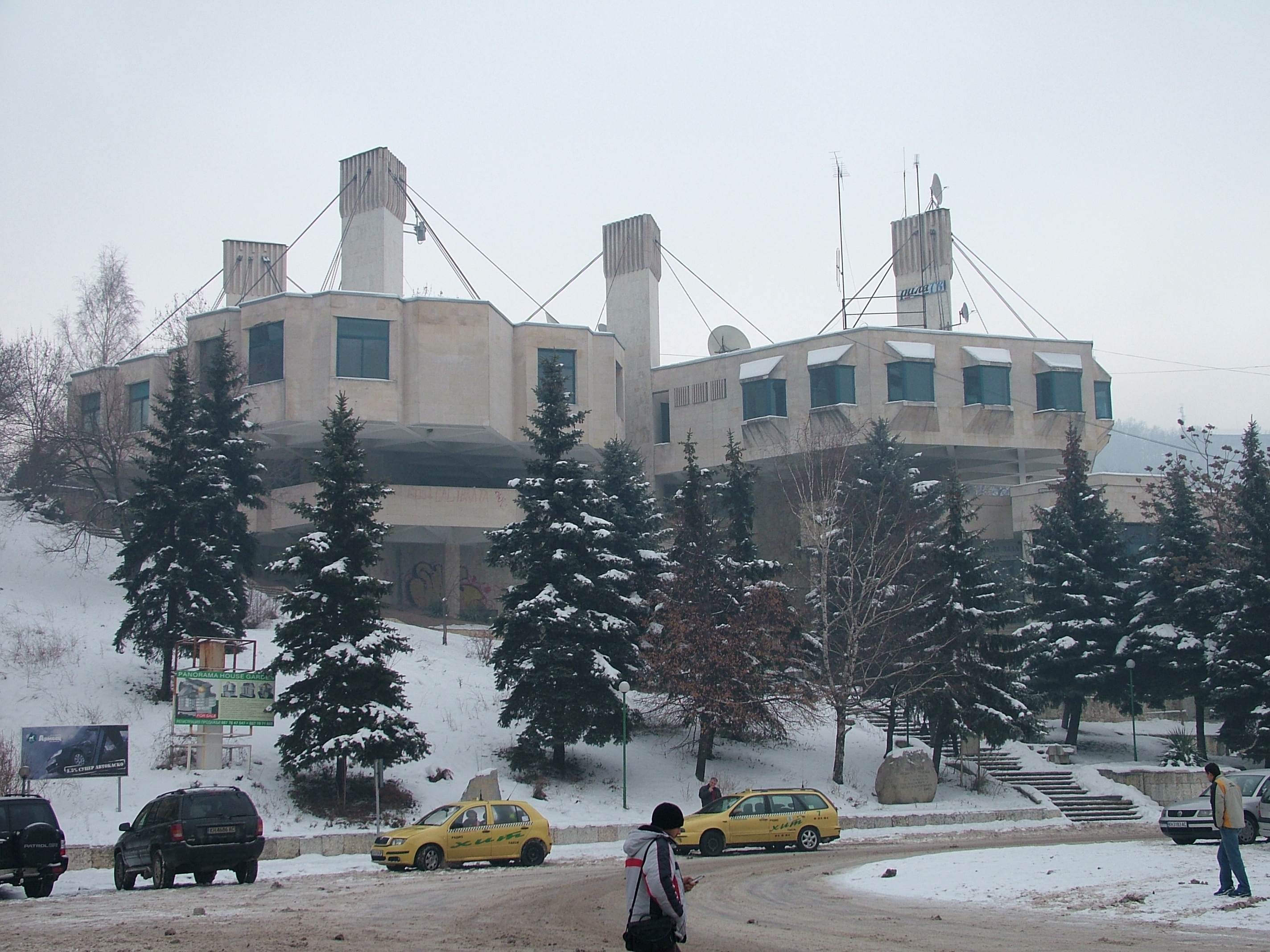
Будинок молоді, де розташоване місцеве телебачення — телеканал «Рила» та газета «Віра»

- Педагогічний коледж "Св. Іван Рильський "- у складі Технічного університету, Софія. Закрито постановою Ради Міністрів № 128 від 2006 року

### ЗМІ
- Газета «Голос»
- Газета «Струма»
- Радіо Астра плюс
- ТБ Захід

### Торгові центри
- «Дупница»  [Архівовано 29 листопада 2014 у Wayback Machine.]
- «Євробазар»

## Визначні пам'ятки

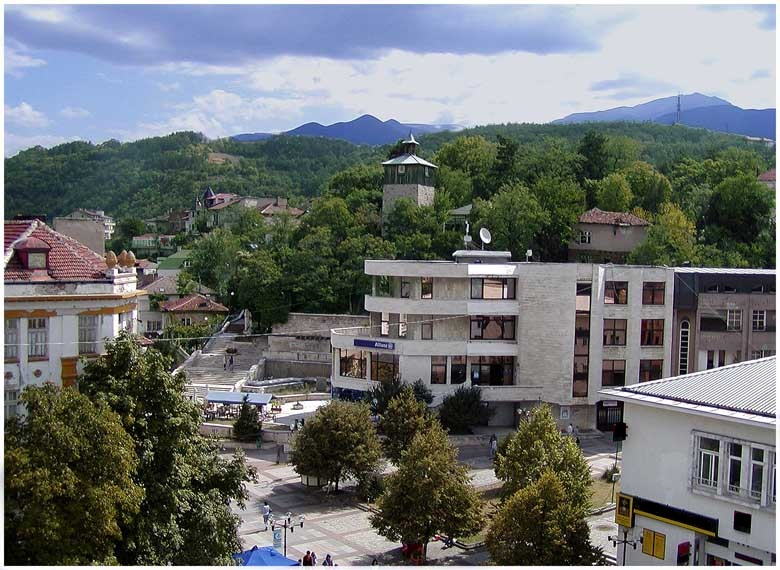
Вид на вежу з годинником, побудована в 1782 році

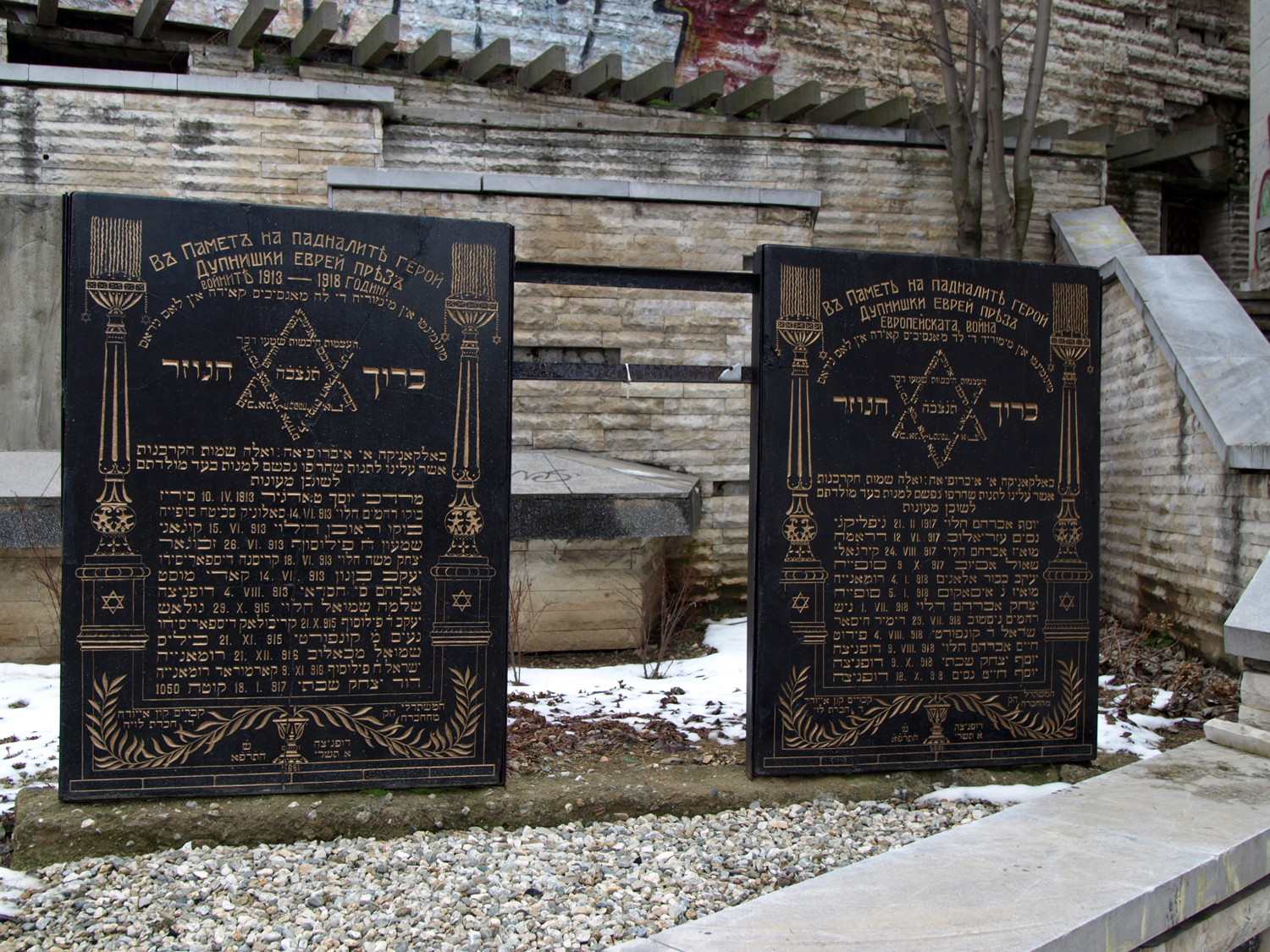
Меморіальні дошки єврейських воїнів біля входу в міський сад

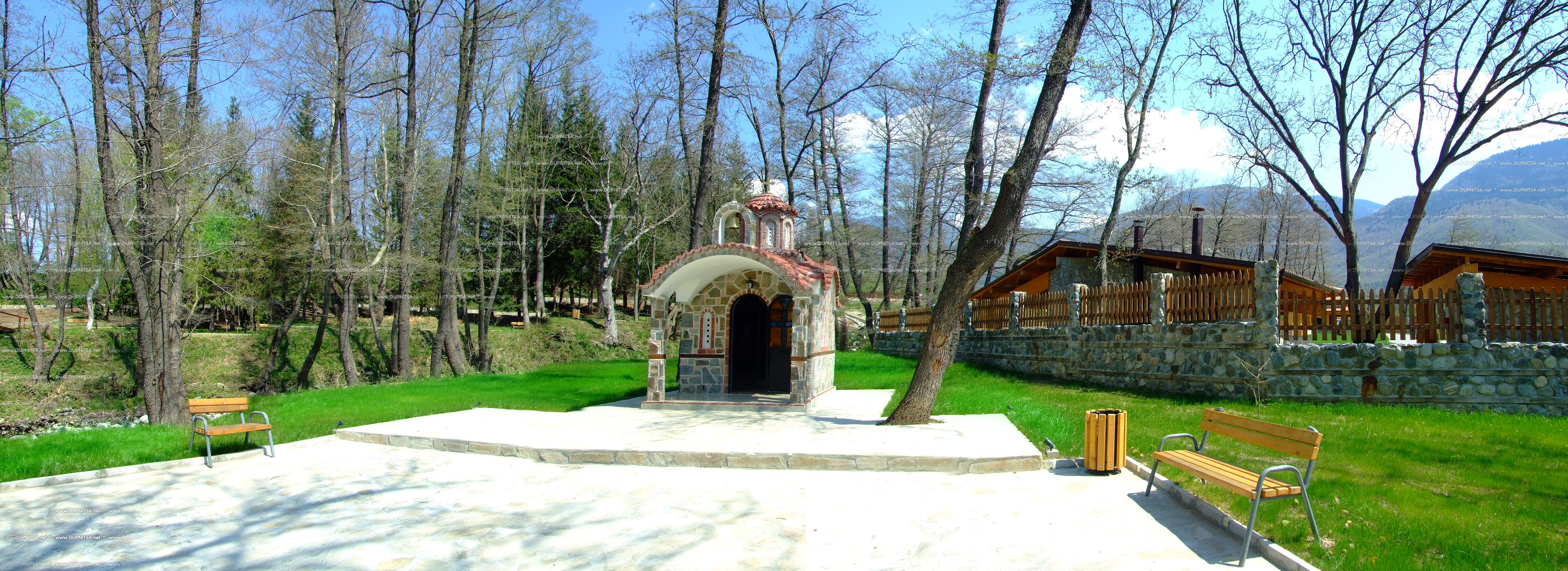
Нещодавно побудована каплиця «Св. Івана Рильського» в Дупниці, у парку «Рила»

У місті є православні храми, такі як «Св. Георгій», з іконостасом дебирських майстрів роду Філипових, «Святий Миколай» та «Покров Богородичен», над містом є каплиці «Св. Спас», «Св. Марена» і «Св. Петка», а також православна церква «Святі Костянтин і Олена». Ще одне місце в регіоні з релігійною спадщиною — село Червен-Брег, де є єдина пізньосередньовічна церква в муніципалітеті — «Святий Спас», з 1500 року в селі Сапарево існує також середньовічна церква — «Святий Миколай», яка напівзруйнована. Після окупації Дупниці османським правлінням, всі середньовічні церкви в місті були зруйновані. Християн в місті було більше, ніж мусульман під час османського правління, однак у місті було 13 мечетей і 2 церкви, після звільнення Дупниці всі мечеті, крім однієї, також були зруйновані, її мінарет був повалений під час землетрусу 1913 р. Сьогодні тут знаходиться Будинок мистецтв або галерея з виставкою «Мечеть». У місті також є єврейське кладовище, де була синагога. У Дупниці є близько 10 православних храмів, а у самому місті святкується день св. Івана Рильського, що відзначається з 1998 року. Немає храмів інших релігій, за винятком декількох будинків, імпровізованих як протестантські молитовні будинки.
На пагорбі, на захід від міста, знаходиться пам'ятник-хрест в пам'ять про тих, хто загинув під час першої світової і балканських війн. На цьому ж пагорбі є залишки середньовічної фортеці.

### Церкви
Церкви в місті

- «Святий Георгій Побідоносець»
- «Покрови Богородичного»
- «Святий Миколай»
- «Св. богородиці»
- «Іван Рильський»

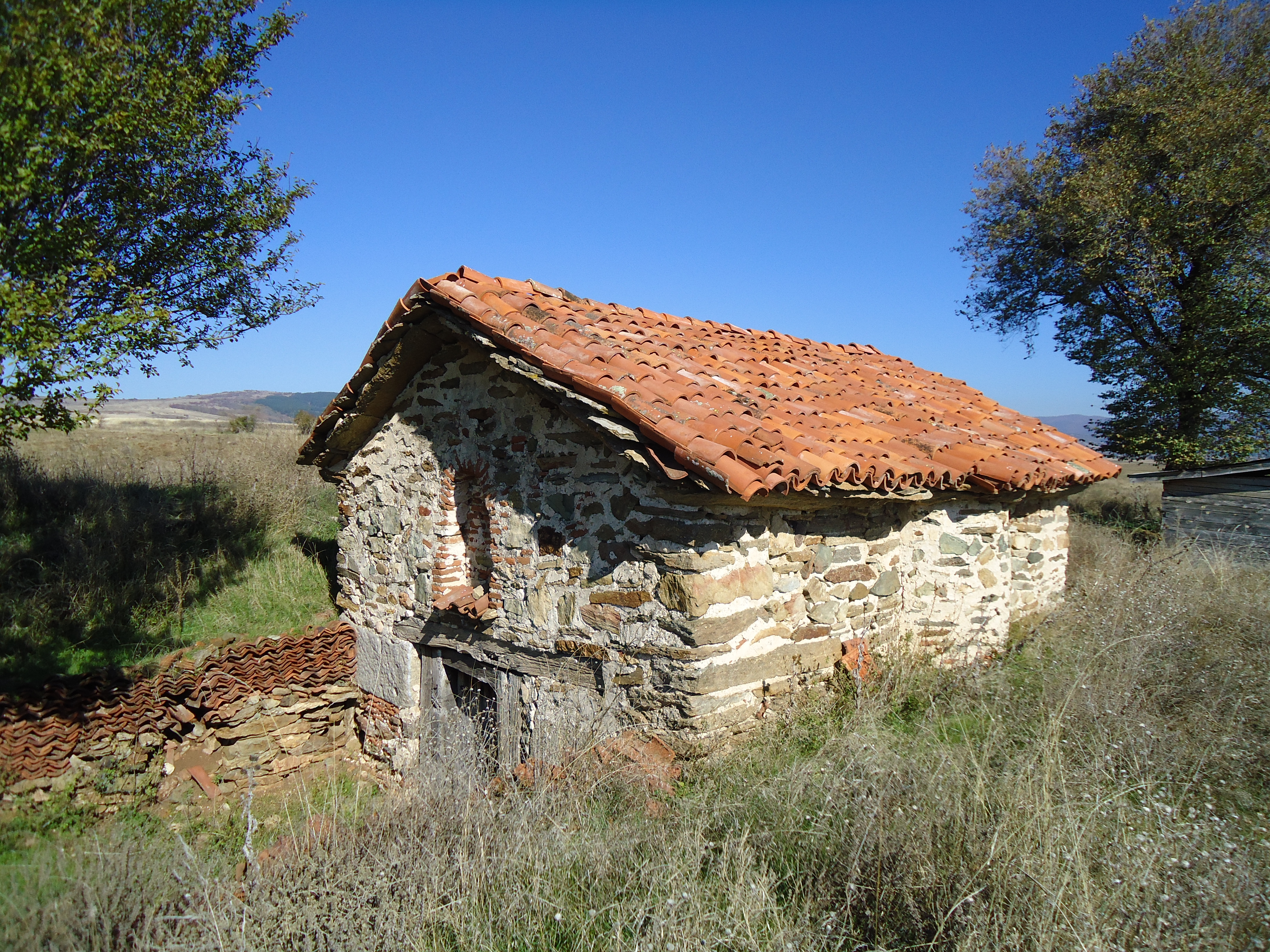
«Св. Спас» — єдина збережена середньовічна церква в муніципалітеті

- «Чудотворця Іоана Рилського» (старого стилю)
- «Святий Ілія»
- «Св. Петка Параскева»

Церкви над містом

- «Святий Спас», «Св. Марина», «Св. Костянтин і Олена»

Церкви в навколишніх селах (середньовічні)

- «Св. Спас», Червен-Брег
- «Святий Миколай», Сапарево

### Фортеці
- Годинникова башта в міському саду  [Архівовано 6 березня 2019 у Wayback Machine.]
- Фортеця «Кулата»

### Музеї
- Муніципальний історичний музей
- Художня галерея
- Пам'ятник-склеп учасникам Міжсоюзної, Балканської та Першої світової війни

### Театри
Місто славиться своїми культурними традиціями. У 50-х і 60-х рр. існували аматорські утворення. Був оперний театр. Зараз трупу очолює Венета Вічева, диригент шкільного хору міста Шумен. Тут співак Аарон Аронов зіграв свої перші ролі. Театр нині має ім'я однієї з найбільших зірок болгарського кіно — Невени Коканової, яка є родом з міста. Звідси також художник Лео Конфорте. Щороку проводяться культурні свята.
- Муніципальний драматичний театр «Невена Коканова»

### Громадські центри
- Громадський центр «Зора — 1858»

### Парки
- Парк Рила
- Міський сад  [Архівовано 6 березня 2016 у Wayback Machine.]

### Події
Південно-західний міжнародний фольклорний фестиваль «Мир на Балканах»

## Спорт
Дупниця — місто з спортивним духом і має давні традиції і спортивні досягнення. Серед спортивних споруд — легендарний стадіон «Бончук», який має площу 81 га, 20 000 місць і масивні стенди, спортивний зал, загальною площею 1250 м 2 на 640 місць. Він був побудований в 1971 році, будівля багатофункціональна, і в кінці 2005 року в ньому була побудована і встановлена штучна стіна для скелелазіння. Стадіон бейсболу та софтболу — 34 000 м2 загальної площі.

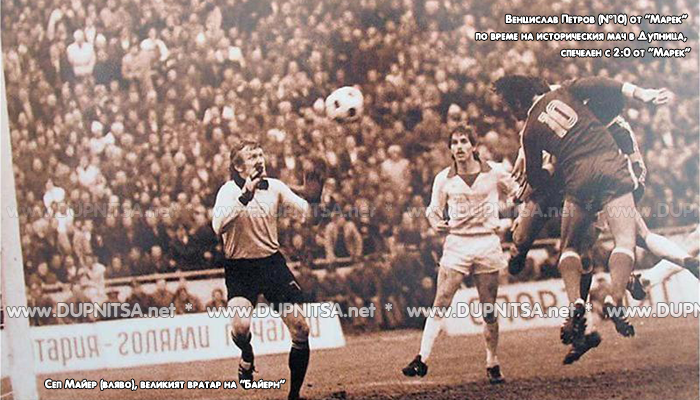
Фото з футбольного Кубка УЄФА в 1978 році (Марек 2: 0 Баварія Мюнхен)

Дупниця має історію у спорті. Найбільш популярними є футбольна команда ПФК Марек (Дупниця), яка славиться своїми перемогами над «Баварією», командою пана Алека Фергюсона, угорським чемпіоном та іншими в Європі та у чемпіонатах Болгарії. ВК «Марек Юніон Івконі» має одну з найбільш розвинених дитячих шкіл на Балканах.

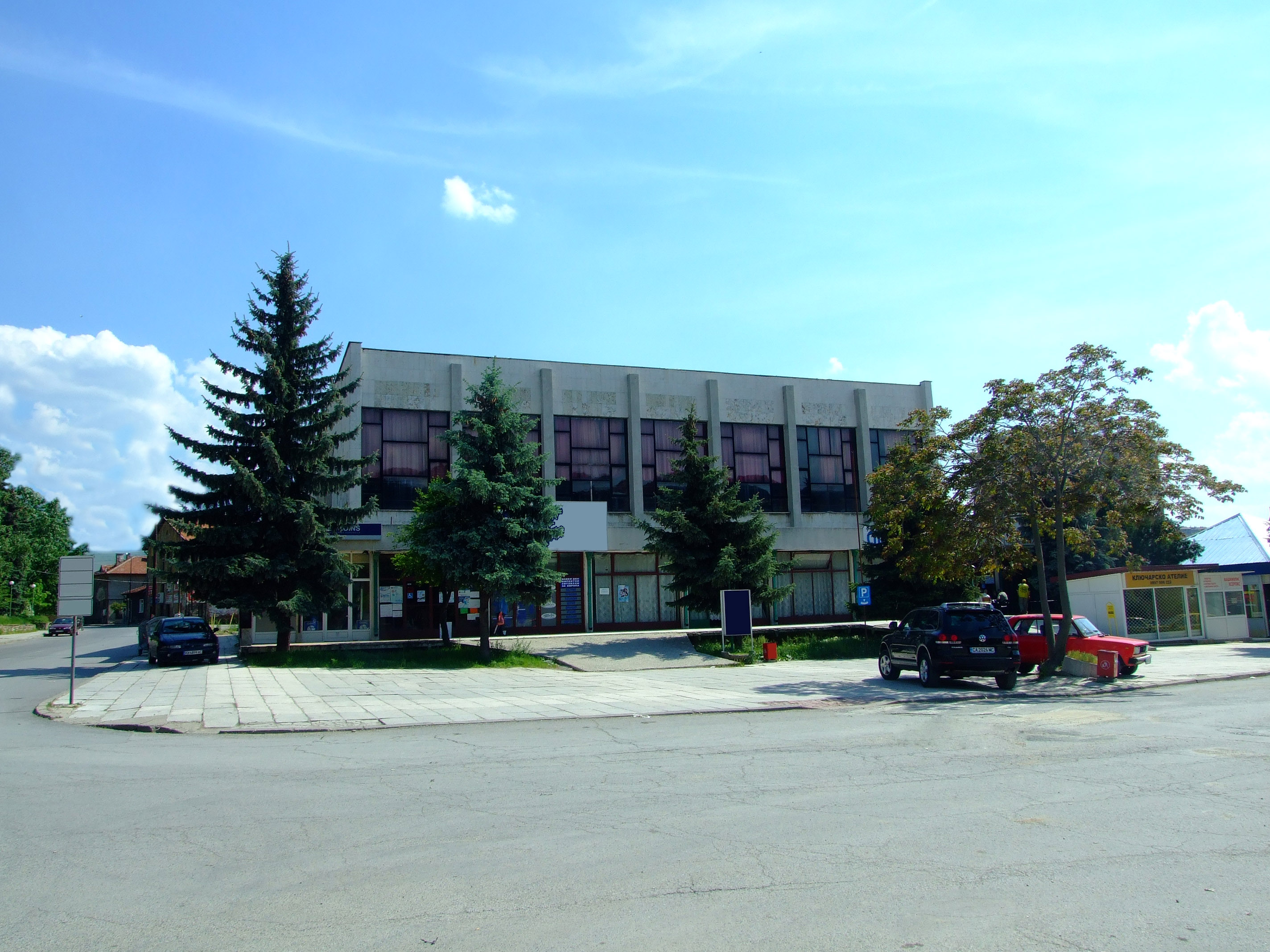
Спортивний зал в місті

- ПФК Марек (Дупница)
- Волейбол: ВК «Марек Юніон Івконі»
- Шахи: ШК «Капабланка»
- Кінний спорт: KCK Марек P & G [Архівовано 29 червня 2019 у Wayback Machine.]
- Бадмінтон: Клуб бадмінтону «Перемога»
- Спортивне скелелазіння: екстремальний спортивний клуб «Отовиця»
- Боротьба: Клуб класичної боротьби «Дан Колов»
- Тхеквондо: СК «Гладіатор»
- Карате: СК «С.X.A.Г.I.»
- Кікбоксинг та ММА: СК «ПАТРІОТ»
- Софтбол і бейсбол: «Ангели»
- Баскетбол: «Ангели»
- Боксерський клуб «Моката»
- Бейсбольний і софтбольний клуб «Devils»

## Особи
- Александр Дренський, спортсмен у болгарській збірній з легкої атлетики, чемпіон міжнародних турнірів
- Анна Малешевська (1871—1942), болгарська вчителька та діяч ВМРО
- Алцек Мішев (1940), художник
- Арон Аронов (1937), художник оперети
- Асен Чолаков (1898—1923), ВМРО
- Василь Акьов (1924—1989), кінематограф
- Василь Манов (19 століття — 1947 р.), найбільший тютюновий трейдер в Болгарії з офісами в Олександрії, Салоніках, Софії та Відні
- Воїн Войнов (1959 р.) — режисер-хореограф, організатор Південно-західного міжнародного фольклорного фестивалю «Мир на Балканах», почесний громадянин міста Дупница
- Георгій Ікономов (1822—1865/7), болгарський просвітитель
- Георгій Китов (1943—2008), археолог
- Георгі Наджаков (1896—1981), ректор Софійського університету «Св. Охридський» (1945—1952), фізик, «батько» ксероксу, академік
- Любомир Мілчев, письменник
- Діман Панчев, оперний співак
- Димитар Колчаков (1986 р.), банкір і фінансист
- Димитр Бісеров (1840—1886), болгарський просвітитель і письменник, соратник Василя Левського, який допомагав створити місцевий революційний комітет, з його ініціативи створено заняття дівчат у класах у Дупниці
- Димитар Кіров (письменник), поет, журналіст і громадський діяч (1935—2005)
- Еліца Васильєва (нар.. 1990) — болгарська волейболістка.
- Євген Стойчев (1955 р.), болгарський дипломат
- Жак Асев (20-е століття), мільйонер, тютюновий виробник
- Димитр Янакієв, рятівник самарського прапора
- Іван Божилов (1940—2016), історик, професор
- Ів. Кленовський, вчитель болгарської мови в Резені між груднем 1876 — лютим 1879
- Ілія Христов Димитров, викладач
- Катерина Ставракієва, народна співачка
- Катя з дуету «Ритон», співачка
- Костян Косьєв (1937), політик
- Лео Конфорт, актор
- Леа Іванова (1923—1986), співачка
- Любомир Дяковський (1951 р.), оперний співак
- Невена Коканова (1938—2000), актриса
- Нікола Лазаров (1880—1900), болгарський революціонер
- Паріз Парізов (1953), професор соціальної діяльності та кінезотерапії
- Рейчел Шекерджийский, хімік
- Сашка Васева, співачка
- Святий Іван Рильський, середньовічний болгарський святий
- Тодор Радев (1887—1957), болгарський військовий діяч і політик, головний інспектор артилерії болгарської армії
- Фераріо Спасов (1962 р.), Футболіст
- Христак Павлович (1804—1848), Відродження, освічена фігура
- Цветан Соколов (1989 р.), болгарський волейболіст
- Нікола Дренський (1898—1944), болгарський полковник
- Христо Дукмеджієв (1847—1905), мер міста Пловдив
- Христо Крантов, болгарський просвітитель
- Христо Тодоров (1814—1888), болгарський просвітитель

### Пам'ятники

Картини пам'ятників у Дупниці
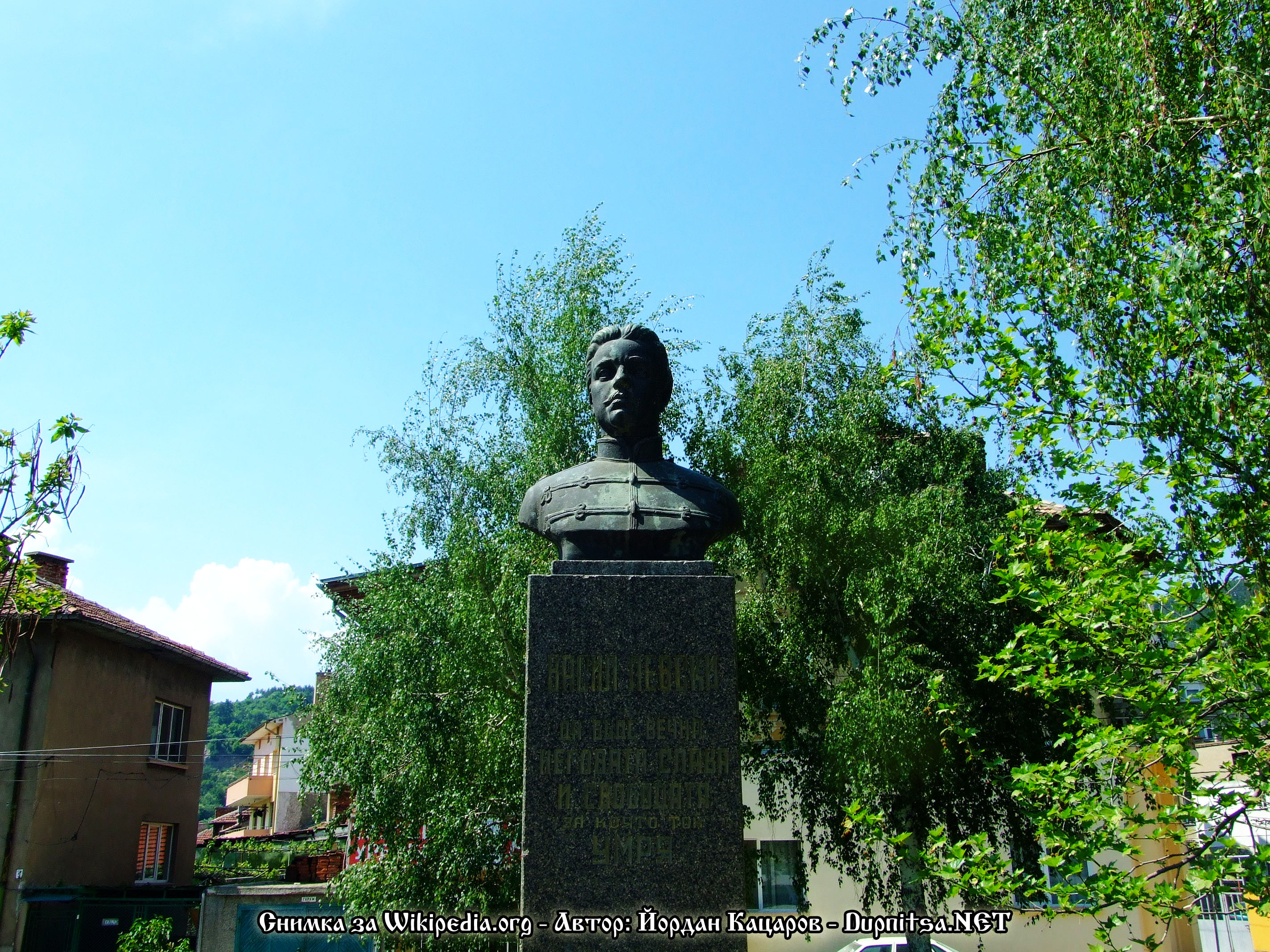
Василь Левський
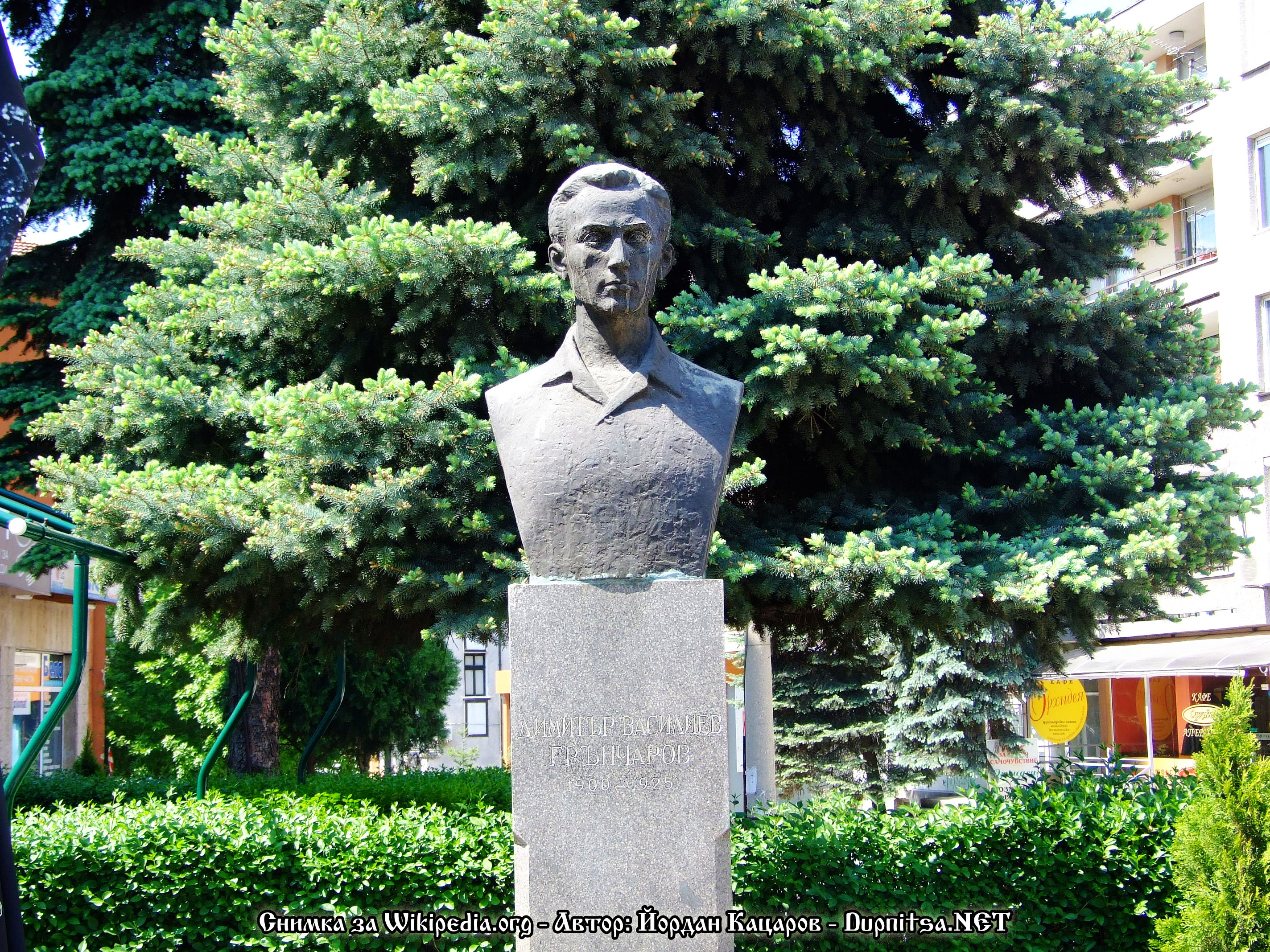
Д. Гранчаров
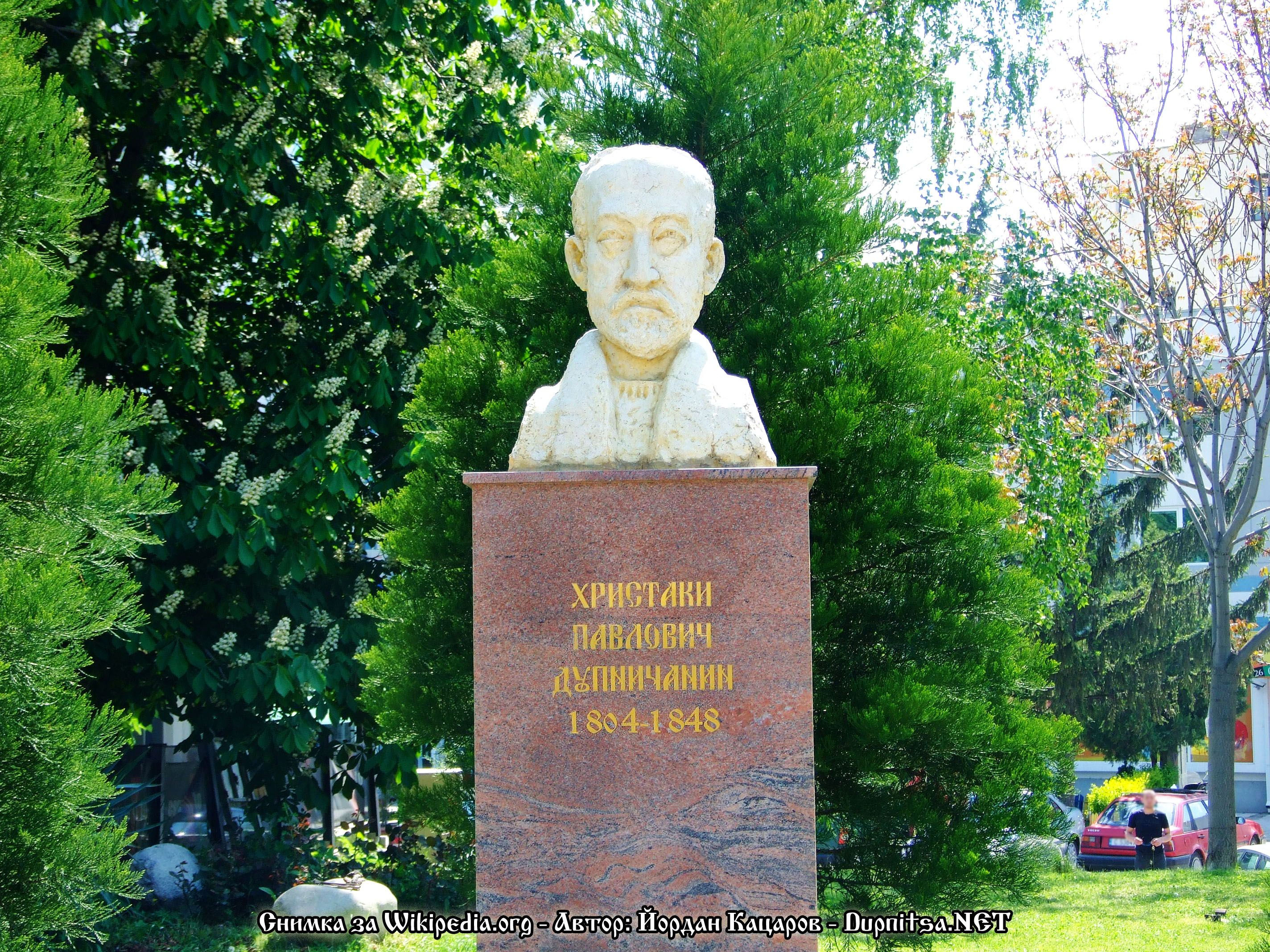
Христакі Павлович
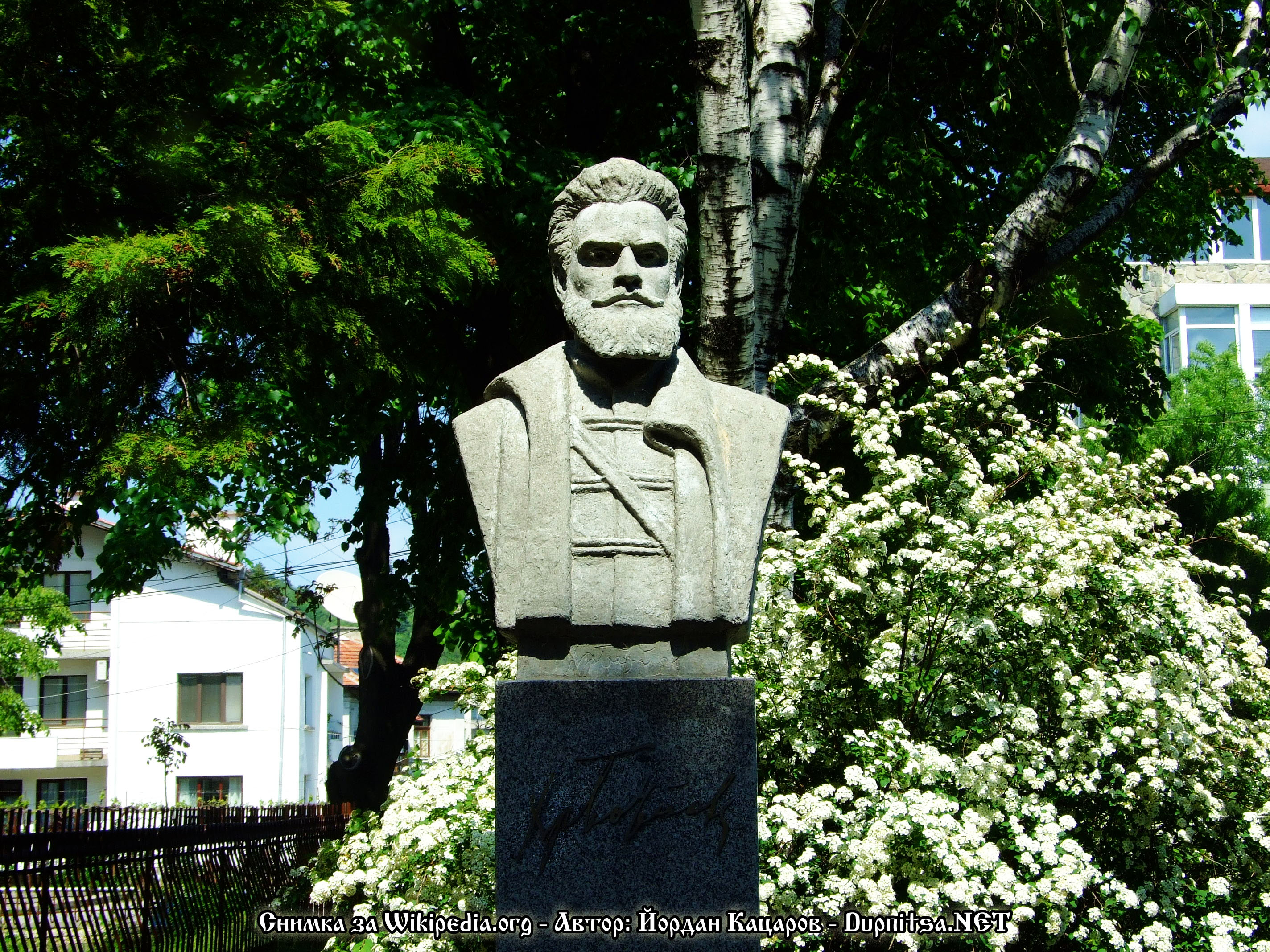
Христо Ботев
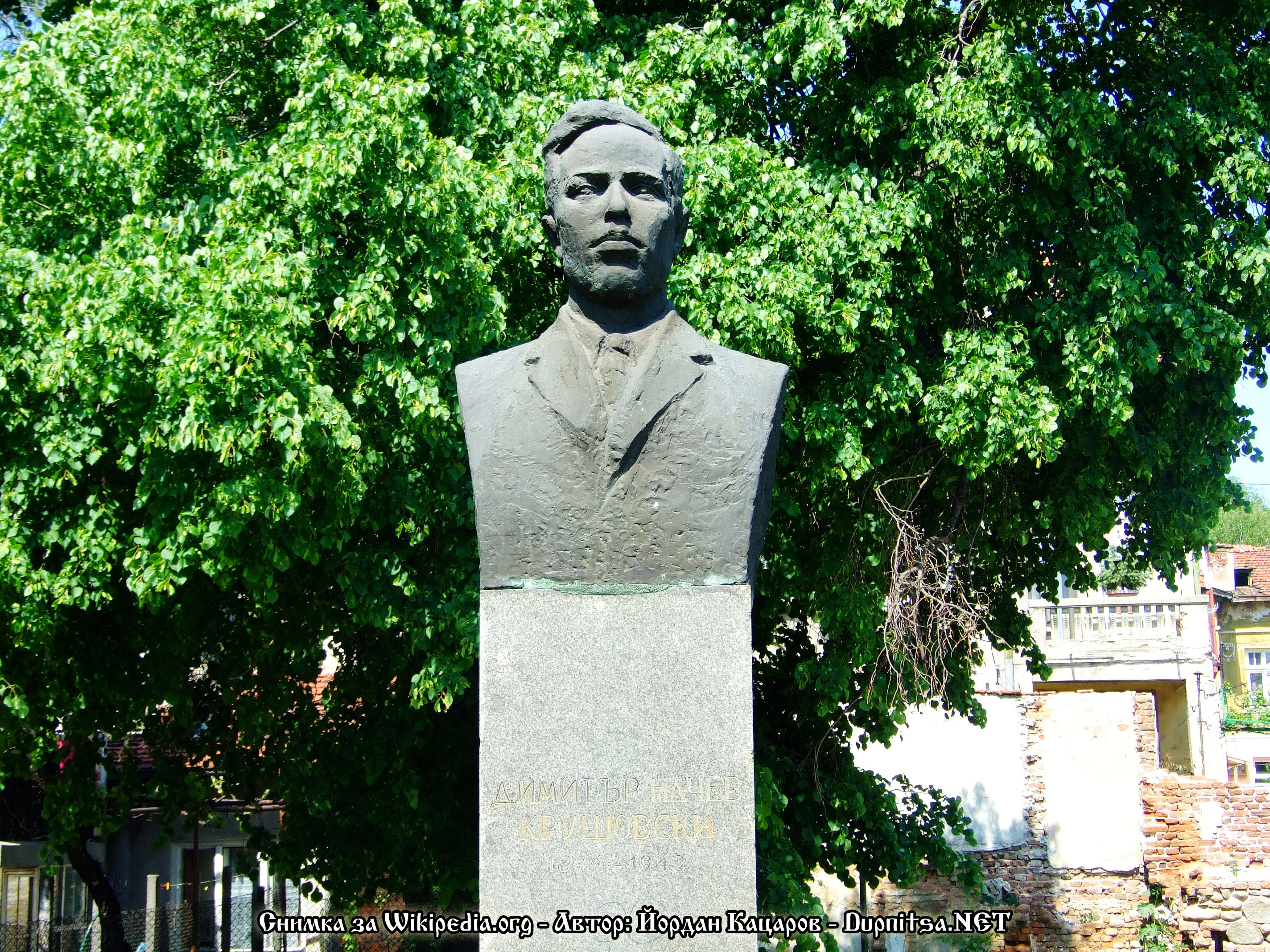
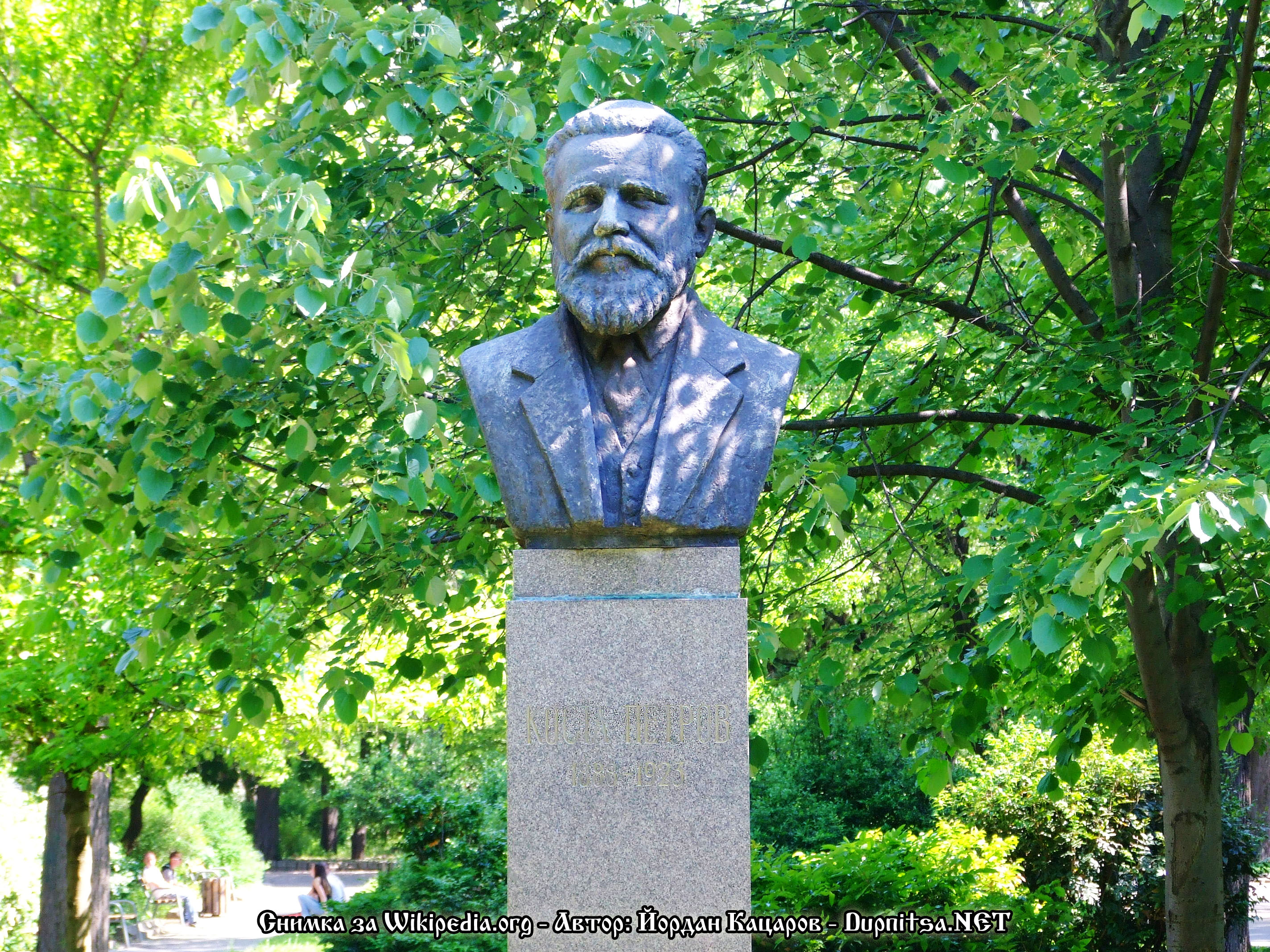
Коста Петров
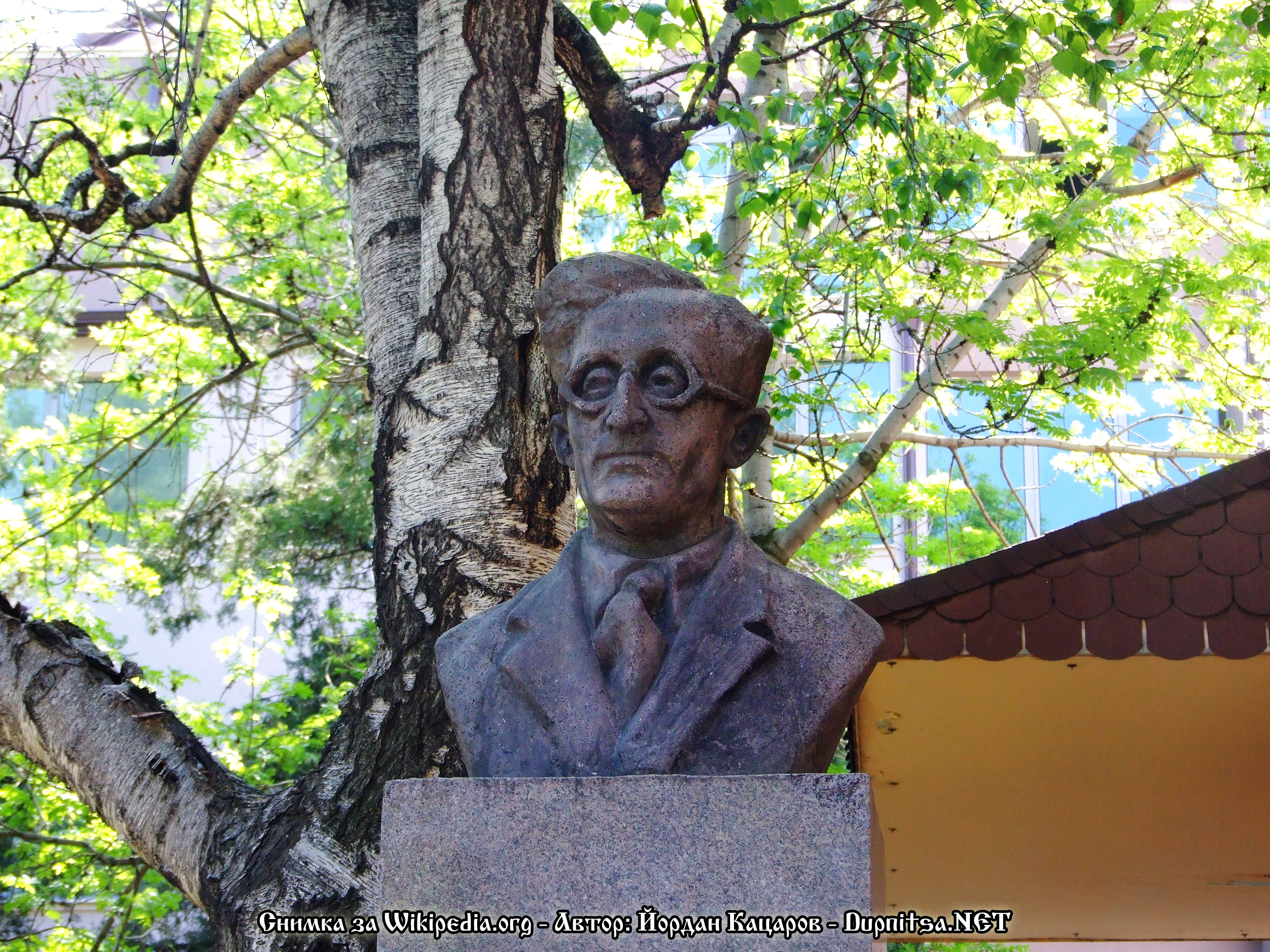
Іван Лубенов
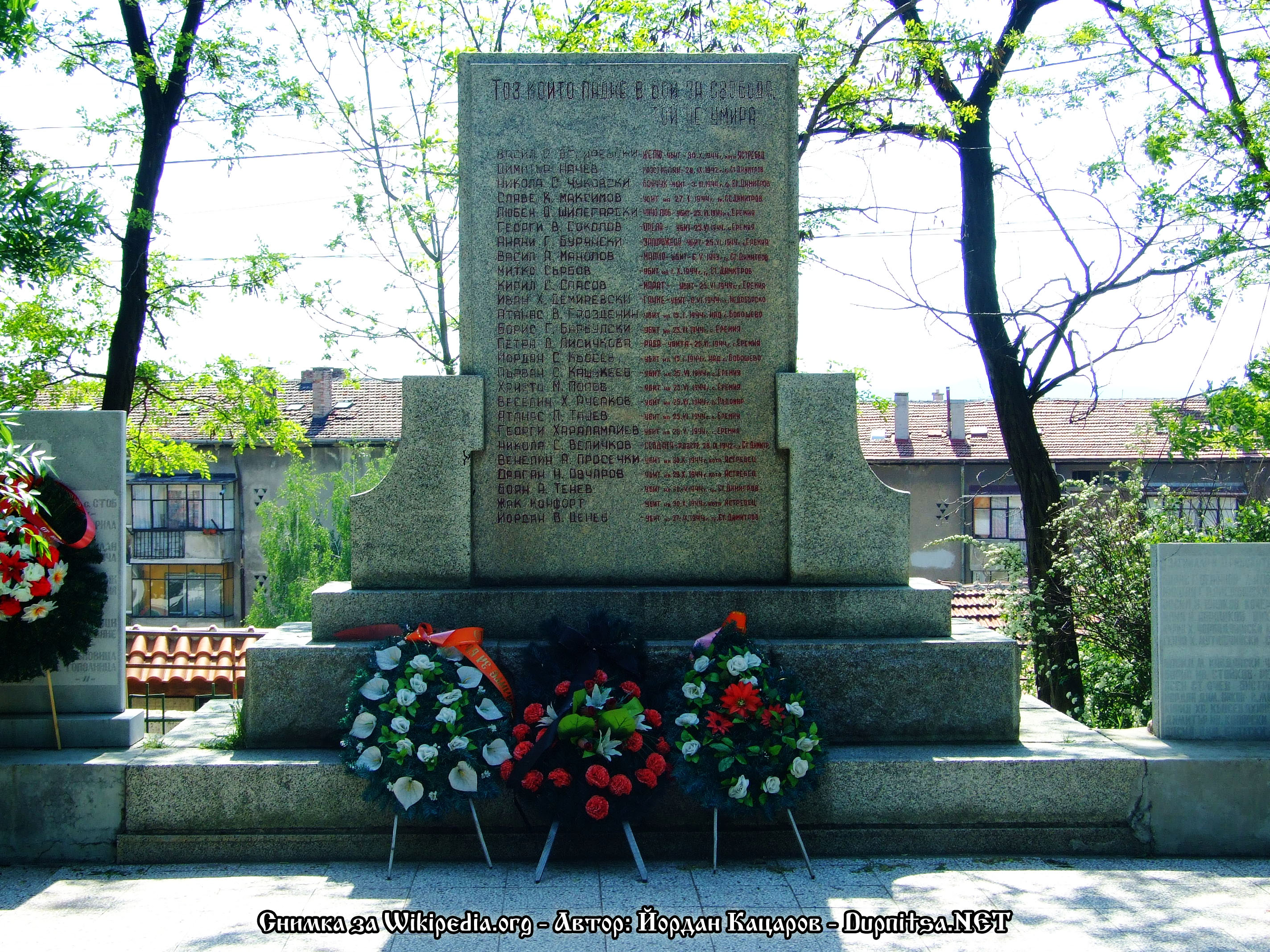
Невідомий воїн
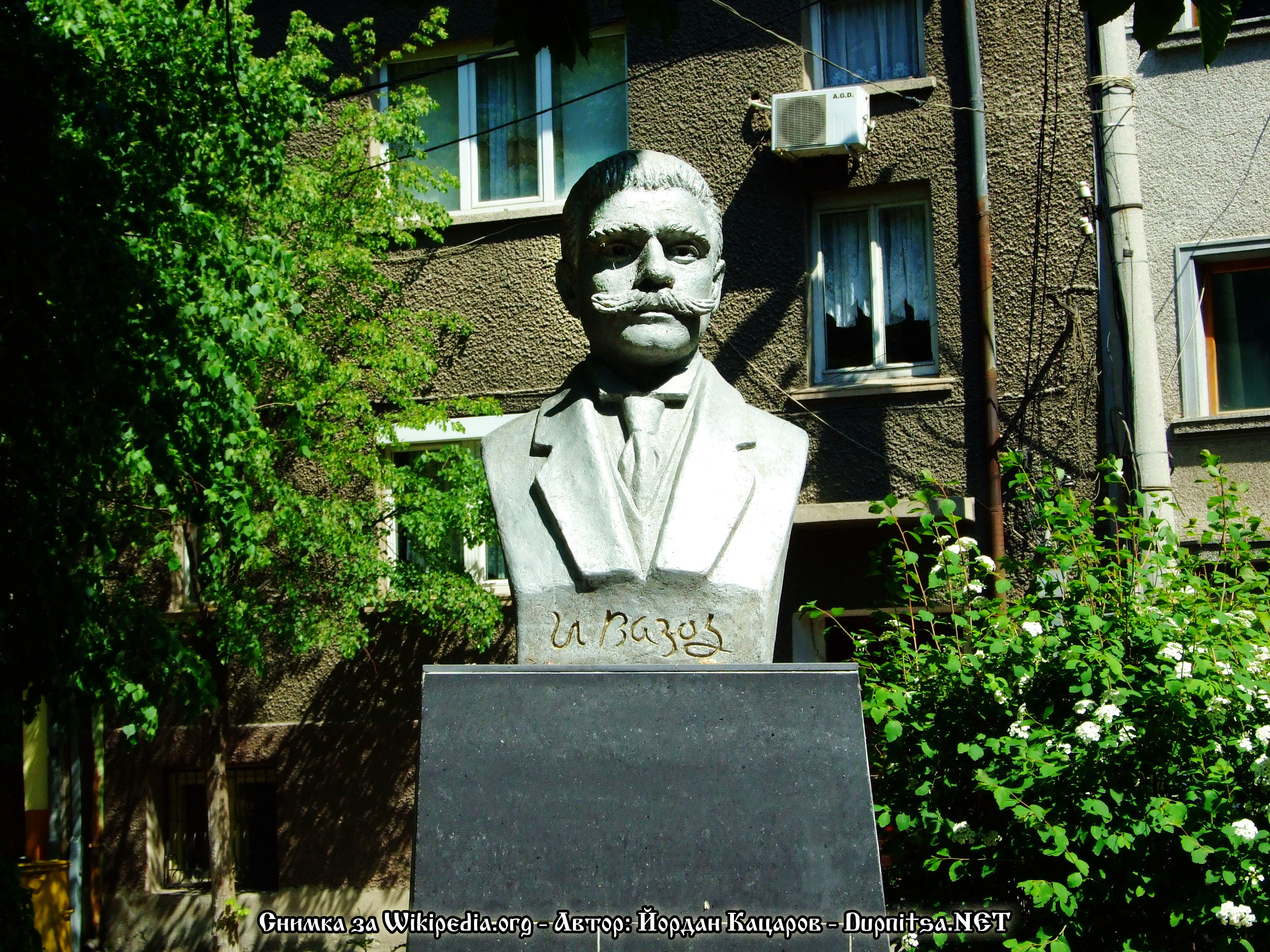
Іван Вазов
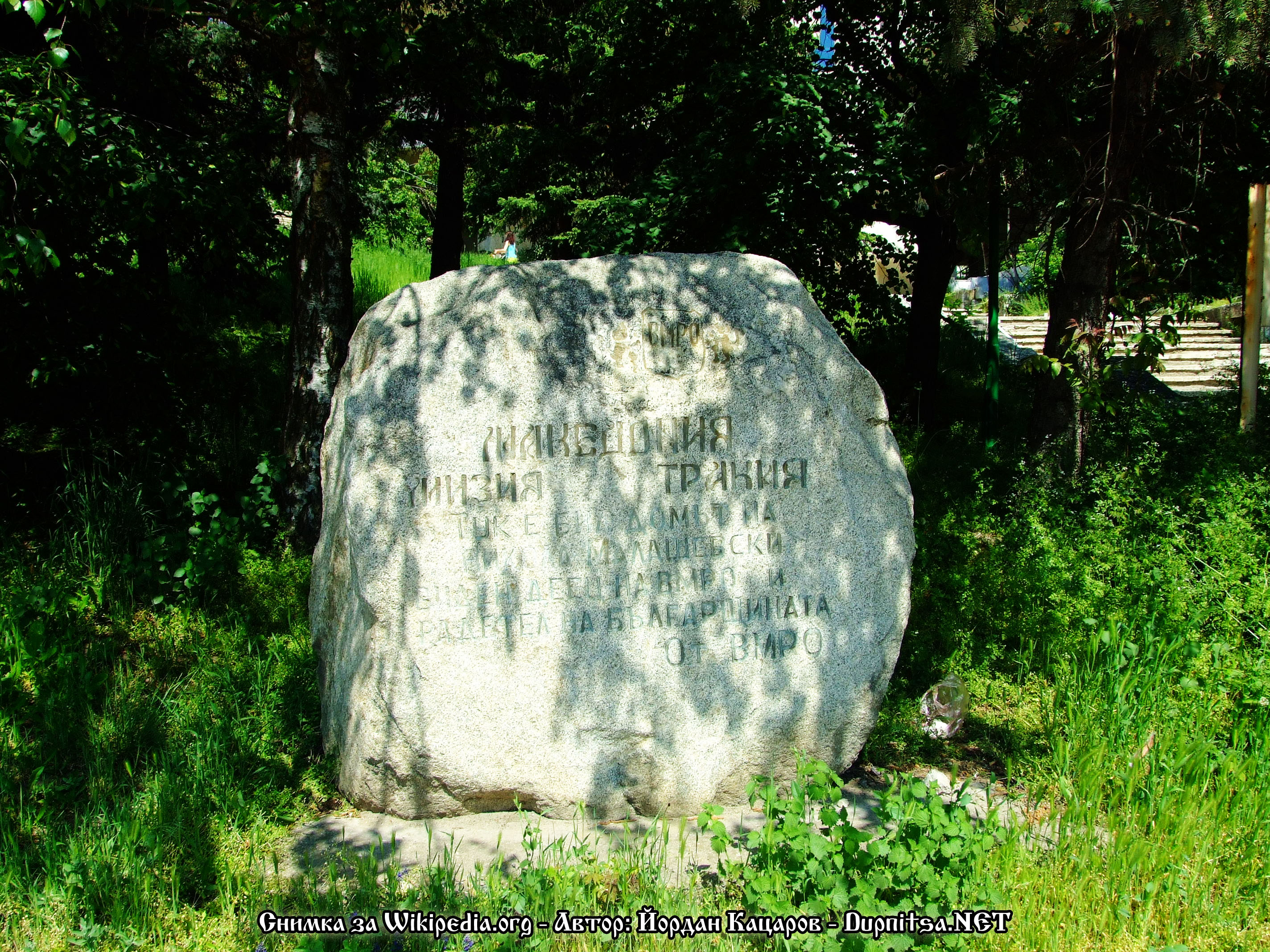
ВМРО
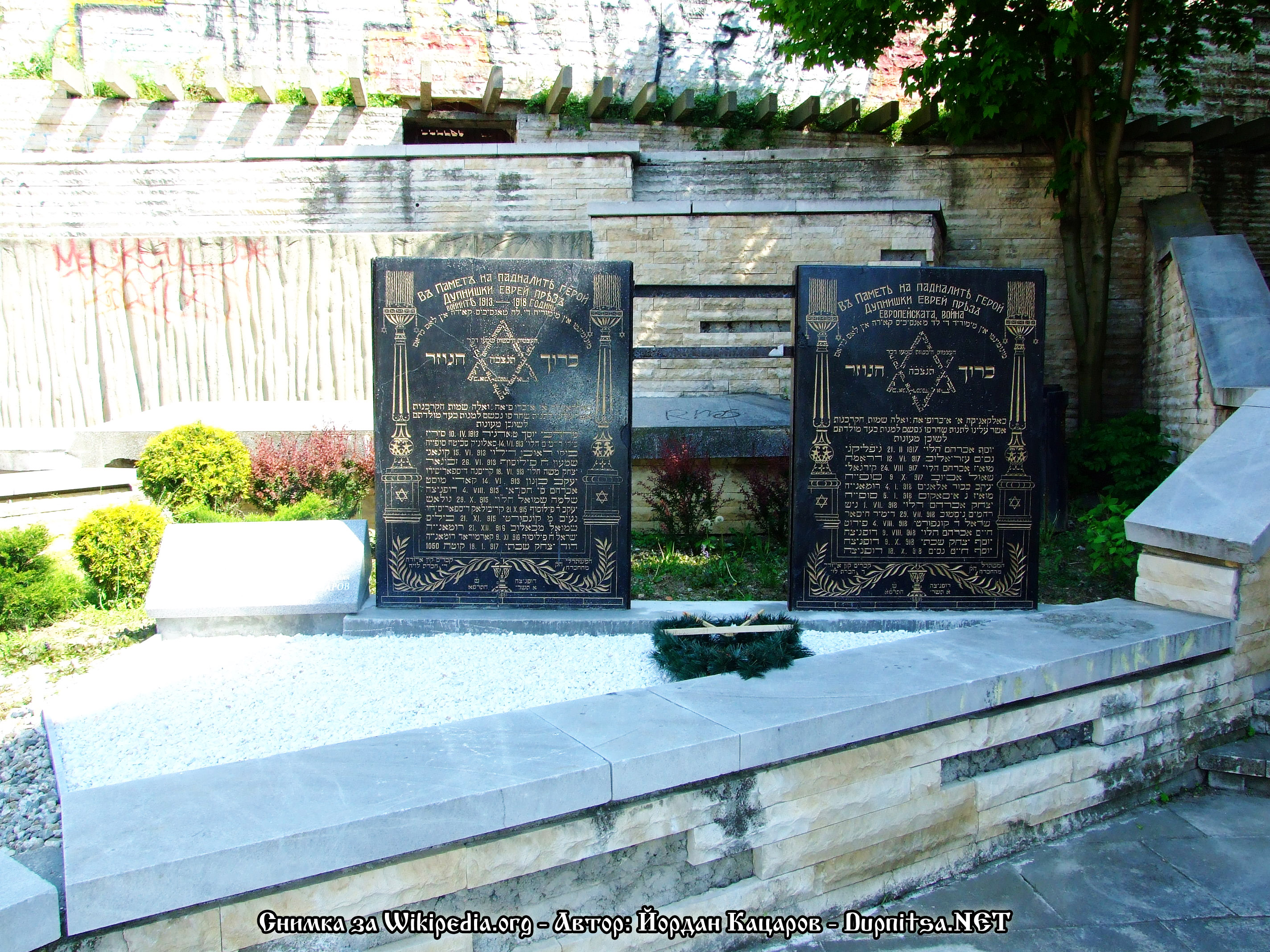
Єврейські воїни
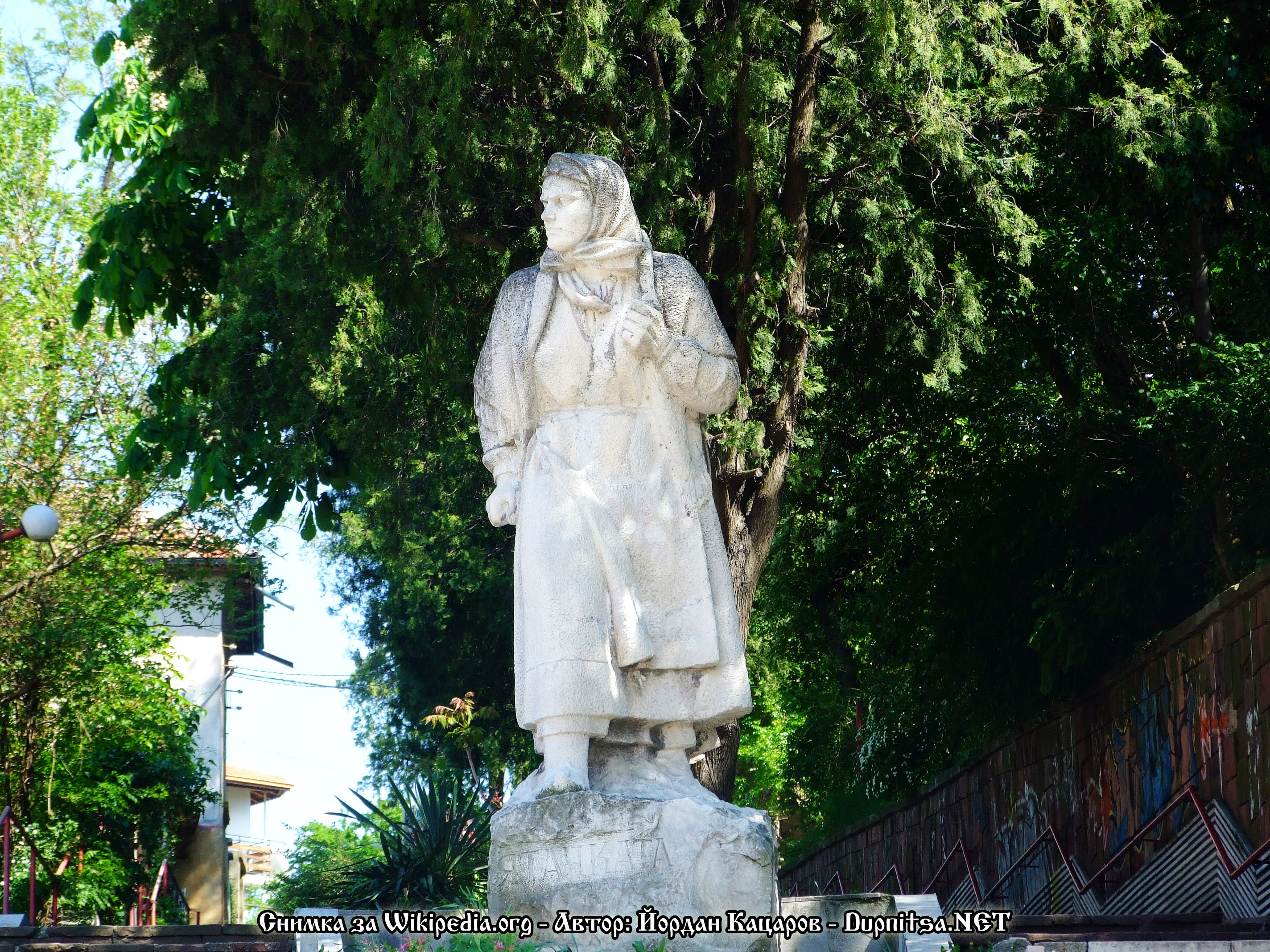
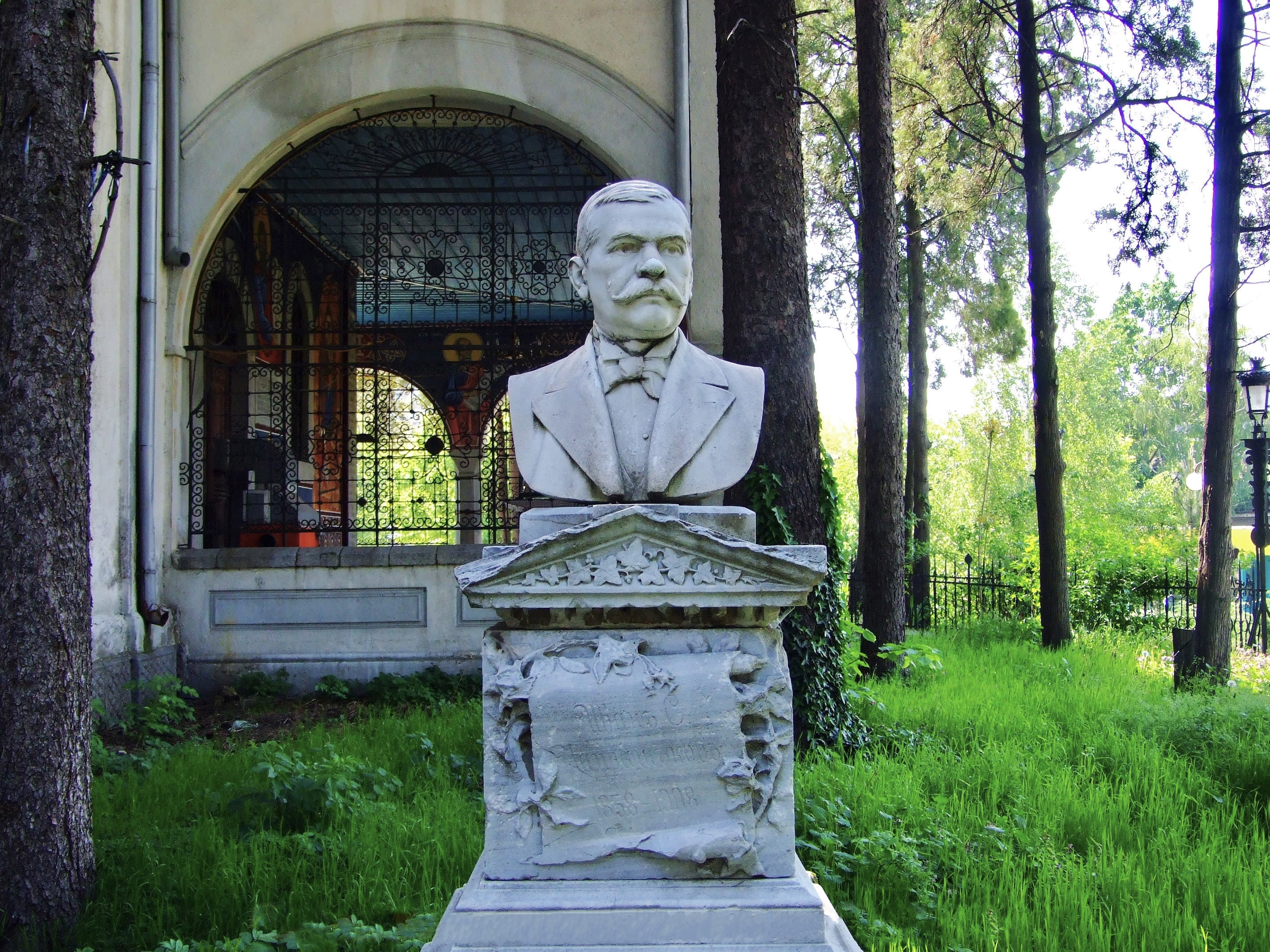
Іван Чапрашиков

## Міста— побратими
Дупница — місто-побратим із:
- Брянськ, Росія
- Лучера, Італія